# 探偵!ナイトスクープ
『探偵!ナイトスクープ』（たんてい!ナイトスクープ、英称：Knight Scoop）は、朝日放送テレビ（ABCテレビ）の制作により、1988年3月5日から放送されている視聴者参加型のバラエティ番組。2008年9月19日放送分以降からハイビジョン制作。通称「ナイトスクープ」。

## 概要
スタジオをひとつの探偵事務所（番組では“探偵局”と呼称）に見立て、視聴者から寄せられた依頼を、探偵局員が調査依頼した視聴者とともに調査し、その過程のVTRを流す。
依頼内容は、人捜し・物捜し・場所捜しのような本格的な調査を伴うものをはじめ、街頭調査や現地リポート、実験を伴うものもあるなど多岐にわたる。単独では放送時間が稼げないようなちょっとした依頼は「小ネタ」集としてまとめて放送される。
依頼者は基本的に匿名やペンネーム、顔出しNG（顔を隠して出演）での出演は認められていない（依頼内容により、番組側の判断で匿名などになることはある）。
個性的な依頼者などが時に登場し、依頼者の中には一般人として番組に出演した後に、著名人となって各分野で活躍する者も登場した。また、取材先で出会った者が探偵よりも視聴者の目を奪う程の個性を発揮することもある。
過去に2度（1990年「アホとバカの境界線を探せ」と2001年「素晴らしき車椅子の旅」。いずれも探偵は北野誠）、日本民間放送連盟賞最優秀賞を受賞した。
年に数回「総集編」や「プチアカデミー賞」と称して、過去の面白かった依頼や、もう一度見たい依頼を3-4本まとめて放送している。こちらの出演者は、1994年ごろまでは通常版と同様であったが、後に探偵のみが出演する形になった。その後、2020年からは再び通常版と同様に戻った。
長年におよぶ放送の中で5,000を超える依頼が扱われている。また、番組が全国で放送されていることもあって、全国各地から毎週ハガキ依頼が200から300通、メール依頼が約100通寄せられている。
VTR中では、本題の依頼と別の依頼とを組み合わせて放送することもある。
2014年4月11日より往年のモノラル制作（モノステレオ放送）からステレオ制作（フルステレオ放送） に変更され、解説放送（ステレオ二重音声）は2014年10月3日より朝日放送テレビのみ実施されていたが、2022年4月からは広島ホームテレビでも実施している。

### 番組の成り立ち
初代プロデューサーの松本修によると、番組を立ち上げたきっかけは、当時鋭い語り口で人気となっていた上岡の「当意即妙のコメントを活かした番組を作りたい」という思いだった。
当時は上岡のように本音をズバズバ言う芸人は希少であり、上岡の才能を活かすべく立ち上げた番組であった。そこで、上岡に対して調べてきたVTRを見てもらいプレゼンする番組にしたく、視聴者からの依頼を出演芸人たちが探偵となって解決に導くスタイルが生まれた。
視聴者も、初めは探偵の立場でVTRを見るが、それを見終わると今度は局長側に立って見るという「二重構造」の番組であり、のちにフジテレビの『とくダネ!』がこの『ナイトスクープ』のフォーマットを踏襲するなど、当時のテレビ番組としては前例のない画期的なスタイルであった。また、その後のテレビ業界において本音をズバズバ言うタレントや番組が増えていく契機ともなった。

### 番組名の由来
番組の企画段階では、「上岡龍太郎探偵局」という仮タイトルだった。その後、会議でスタッフ全員で議論が行われた。
会議では、取材に応じやすいタイトルがいいということで、「ナイト」を付けることになった。また「スクープ」は当時『ザ・スクープ』（朝日放送〈当時〉でも放送されていた）など、報道番組のタイトルに「スクープ」が使われることが多かったため、「電話口で『朝日放送のナイトスクープですが…』と言えば、報道番組と勘違いして取材を受けてくれるのではないか」と考えて「ナイトスクープ」に決まった。しかし、それでは娯楽番組とわかりづらいため、「探偵」がタイトルの頭に付けられた。なお、ネット局のほとんどが夜に放送することもあり誤解されやすいが、タイトルの「ナイト」は、夜（Night）ではなく、騎士（Knight）という意味である（Knight Scoop）。2004年6月18日放送のオープニングでも西田局長が詳しく明言している（その際桂小枝がセットの棚にあるサーベルを取り出し、北野誠と立原啓裕に突き刺すフリをする仕草を見せている）。
現在のタイトルに決まるまでは、「スッパ抜き探偵局」というタイトルになりかかったことがある。
現在の番組タイトルロゴには下に小さい文字の「knight scoop」があるが(「knight scoop」の表示がなかったのは、CM前に表示されるロゴのみ)、初期のタイトルロゴには「knight scoop」がなかった。
また、現在オープニングで出てくるロゴは青色で表示されているが、初期は白色で表示されており、1994年頃からは銀色で表示されるようになった。スペシャル版の時や公式サイトなどでは金色で表示されることが多い。

### テロップの使用
出演者の言葉にテロップを付けて強調する手法は現在日本のバラエティ番組で日常的に行われているが、これはこの『ナイトスクープ』が最初に行ったものとされる。ただし、『ナイトスクープ』におけるテロップは、あくまで「ナレーションの代わり」として話題・状況の要約やツッコミを入れたり、聞き取りにくい部分を補ったりする目的で使われているものである。その基準は「入れた方が中身がわかりやすくなり、また面白くて笑いが取れる」とスタッフが判断した箇所に限られており、現在のお笑い番組のように出演者の発言を次から次へとなぞるようにテロップを挿入しているわけではない。またテロップの使用は取材VTR内のみに限定されており、他の番組のようにスタジオ内でのトーク部分でテロップ類を使用することは一切行っていないことからもこのことがうかがえる。
また、依頼者や探偵などが意味不明な行動や言動をした場合は「?」 のテロップが使用されることもある。
番組内でテロップに使用される書体の多くはゴシック体などの簡素なもので、他のお笑い番組にありがちな文字を派手に装飾（文字の大きさを極端に変えたり、さまざまな書体を使用するなど）することはあまりない。
2007年1月26日放送分から、画面左上に依頼内容のタイトルスーパーが小さく表示されるようになった。

## 番組構成

### 番組の流れ
朝日放送→朝日放送テレビAスタジオによる公開収録（基本的には隔週金曜日夕方より2本録り）。最初に局長が自己紹介して秘書が自己紹介と前口上「当探偵局ではテレビをごらんの皆さんからの依頼に基づいて直ちに優秀な探偵を派遣し、真相の追求にあたります。」と唱え、そして局長が顧問を紹介する。ここから局長が探偵たちをフルネームで紹介していたが、西田局長になってからの放送においては探偵紹介を省略することが多くなり、近年は新年最初の放送、探偵及び局長が卒業、就任、復帰する回にのみ行われている。顧問紹介の後、すぐ依頼の紹介に入る。顧問が初登場の場合は小トークをしてから依頼紹介となっている。1回の放送の中で、約12分程度の依頼遂行VTRを3本流し、それぞれに局長や顧問、探偵らがコメントを付けるのが基本的なフォーマットである。
秘書が視聴者からの依頼文を読み上げ、局長・顧問が短いコメントをし、その依頼を担当した探偵がVTRを流す前に解説を加えてからVTRに入る。最初期はVTR中にも探偵のコメント・解説が入っていたが、現在は一切入れていない。小ネタ集やパラダイスなどでは、探偵自らが依頼文を読む場合もある。VTR終了後、出演者のコメントが入り、ジングルが流れ、CMに入る。以前は3本目の依頼の後にCMに入っていたが、現在はCMに入らずそのまま局長・顧問が、今週の総括のようなコメントをしつつ、テーマ曲をBGMにエンドロールに入るという構成になっている。エンディング最後は、上岡時代は「ではまた来週です」で締めていたが、西田以降は「それでは来週も元気にお目にかかりましょう、ありがとうございました」に変わっている。引き続き依頼募集告知に入る（当初は無音であったがテーマ曲がBGMとなった)。2020年7月24日からは次回予告が追加された。
さらに「エンド5秒」と呼ばれる番組終了のテロップの裏に探偵のギャグが入ってその回の放送が終了する（この部分は放送される地域とされない地域がある）。元は放送終了時間まで視聴してもらい、それによる視聴率上昇を目的に始まったものであった。
ほかの番組に見られない特徴に「ジングル後CMにすぐに入らないことがある」というものがある。通常、民放では番組とCMの境にジングルを流して視聴者に知らせている（もしくは、ジングルなどなしで突然CMに入る）。ジングルが入る場合、ジングルが終わるとすぐにCMがはじまるが、この番組ではジングル（声：円広志）終了後も少しの間、探偵と局長などのトークが（長いときは1分以上も）放送され続ける場合がある。このジングルからCMまでの極端に長い時間をとるという演出は、公開収録の段階で直接ジングルを挿入するため番組進行上、ジングルの後に大事な要点や本編より盛り上がるトークがなされた場合、それも含めて編集された上で放送に乗るという作りになっている。
後述する項目において、インターネットで検索するなり、専門家に問い合わせればすぐに解決できる依頼内容であっても、依頼者や第三者を巻き込んで探偵が直接足を使って調査するといった過程に重点が置かれている。しかし、困難と思われた依頼が予想より簡単に解決したり、逆にすぐに解決できるような依頼が調査途中で迷走したり、調査途中や後になって別な疑問が派生したり、調査結果によっては新たな問題定義が浮き彫りになって大規模調査に発展することもある。時に依頼内容の如何によっては探偵は地道で煩雑な調査に長時間を強いられる場合もあり、決められたVTRの時間内に調査をまとめなければならないがロケの途中で落とし所があいまいになったり、いたずらに時間を費やしてしまう、対象が一般人なので当然取材側の思ったように動かない等の収録上の困難も抱えている。また、番組制作上時間もコストもかけられないために期日内に依頼（取材）を遂行する必要があるため、事故などの危険性の無い限りひたすら撮影し続け照明が切れてもハンドライトで、ハンドマイクが壊れてもガンマイクで、カメラマンが転倒しても撮り直しもカットもせず、物理的に撮影が不可能になるまで収録を続ける、など過酷なものとなる場合が多々あるが、それらも演出や番組制作上、構成や演出の一つとして組み入れられている。
ロケ収録において現場での大まかな進行はあるもののロケ台本は存在せず、番組収録におけるスタジオ構成台本も「OP、局長あいさつ、秘書あいさつ、探偵紹介、取材VTR、以下盛り上がる」といった細かい台詞もト書きも無い大雑把なものとなっている。探偵局発足当初は、取材ロケ撮影の定石通りスタッフがカメラに映り込む、探偵が言い間違える等の度に撮り直していたが、探偵らがその煩雑さに辟易しロケスタッフと交渉、ロケ取材のライブ感を出そうと（他局の）通常ロケならNGである所を許せる範囲内でそのまま取材、一発収録を続行させて取材時間の短縮と探偵、加えて依頼内容と取材対象の即興を活かすことに重点を置いており、他のバラエティロケ番組ではまず見られない機材スタッフが反射面（鏡等）に映り込んだまま撮影取材を続行、通常放送でもスタッフがカメラ映像に直接入り込んでもそのまま放送されている。

### オープニング
オープニングでは、テーマ曲とともに、番組の趣旨が記された以下の文章（局の企画書に書かれていた「番組概要」をベースにしたもの - 『アホの遺伝子』より）が流れる。
上記の文章が白いテロップでスクロール式に下から上に流れ（「娯楽番組である。」の部分はこの番組があくまでもバラエティ番組であることを強調させるためにわざと改行されてある）、CG調の番組タイトルのロゴが出る（初期はテロップで描かれており、上記の趣旨文に続き、下から上がってくるパターンであった）。その後、局長、秘書、その週の出演メンバーの探偵局員を紹介。その時、調査を担当した局員には映像の下にその週に依頼された内容のサブタイトルが流れる。なお、「探偵局長」のくだりは、上岡局長時代には「上岡局長」、松本局長時代には「松本人志探偵局長」とテロップされていた（西田局長時代と松本局長時代の2020年7月17日以前と彼の一時降板以降は「探偵局長」と表記）。
出演局員を紹介した後は、CMに入ることなく本編がスタートする。2005年6月3日放送分から2024年7月26日放送分までは、公開収録のスタジオからの拍手に包まれながら出演者が登場して提供ベース（スポンサーは地域によって異なる、朝日放送テレビなどではスポンサーの表示がない。新型コロナウイルス感染対策による非公開放送時は提供ベースなし）後にCM→本編開始、という流れであった。
本編に入ると再度テーマ曲をBGMに、前述の通り、局長・秘書の自己紹介、顧問（ゲスト）紹介、探偵の紹介が続く。

### プレゼント
依頼が番組に採用された視聴者にはもれなく番組特製の探偵手帳、会場への観覧者にはナイトスクープ特製「クリアファイル」がプレゼントされる。（以前は番組ロゴが描かれた白色と黒色のステッカーがプレゼントされていた）（探偵手帳は視聴者に見えるようにして見せている）。桂小枝、長原成樹、松村邦洋の退局直後から松尾依里佳退局までの約4年間はナイトスクープ特製「クリアファイル」がプレゼントされていた。過去の会場プレゼントには「アホ・バカ分布図」や、ノックすると探偵局員達の名前が出てくる「ボールペン」、ナイトスクープ特製「うちわ」「トランプ」「便利5点セット」などをプレゼントしていた時期があった。

## 放送時間の変遷
以下の放送時間は朝日放送テレビを基準としている。
| 期間                   | 放送時間（長さ）            |
| ---------------------- | --------------------------- |
| 1988年03月 - 1991年3月 | 土曜 23:30 - 翌0:25（55分） |
| 1991年03月 - 1994年9月 | 金曜 23:25 - 翌0:20（55分） |
| 1994年10月 - 2000年3月 | 金曜 23:27 - 翌0:22（55分） |
| 2000年04月 - 2001年9月 | 金曜 23:16 - 翌0:11（55分） |
| 2001年10月 - 現在      | 金曜 23:17 - 翌0:12（55分） |

## 出演者

### 局長

#### 初代
上岡龍太郎（1988年3月5日 - 2000年4月14日）
上岡の司会番組では、多くが定型の口上から始まる。この番組においては「こんばんは、探偵!ナイトスクープの時間がやってまいりました。複雑に入り組んだ現代社会に鋭いメスを入れ、さまざまな謎や疑問を徹底的に究明する、探偵!ナイトスクープ」である。番組開始から2〜3年はこの通りではなく、毎回若干異なっていた。その直後、「私が局長の上岡龍太郎です」と自己紹介する。後に、テレビ朝日で昼間にネットするようになった頃から「こんばんは」を省略するようになった。なお、上岡引退後の局長・特命局長、局長代理を担当する探偵もこの口上を引き継いでいる。
放送開始当初は、調査VTRの内容や探偵に対して「クビ」「レベルが低すぎて話にならん!」などと直接的な表現を用いて批判することもあった。その一方で、スタジオでは探偵に対して鋭くツッコミを入れていじる等、芸人としての一面も見られた。
第8回放送の「大阪の路上駐車」のネタでは、自ら探偵としてロケに出向き、調査報告を行った。
1992年10月2日放送分「一人学生服の上岡龍太郎少年」や最後の出演となった緊急特番の2000年4月21日放送分の小ネタなどで、依頼者となったことがある。番組が朝日放送以外の局で順次ネットされるようになってからも、過去の話を引き合いに出す。2000年3月、芸能界引退に伴い当番組からも卒業したが、収録日程などの都合から上岡が出演する収録ストックは4月放送分までとなった。卒業の際、次期局長を自分が選定するかのようににおわせ、番組初の全編海外ロケとなった2000年4月21日放送の緊急特番では自身のハワイでのマラソンにまで付き合わせた（結局は2001年1月の放送まで局長代理が進行を務めた）。『探偵!ナイトスクープ アホの遺伝子』によれば、上岡の後が局長代理制となったのは、上岡の降板翻意の可能性があったからだという。
1992年12月4日・11日放送分では声を飛ばしてしまったため、オープニングの口上を口パクし、その場で桂小枝がアテレコしたり、岡部まりが探偵を紹介したりするなど、イレギュラーな演出となった。
最後の出演となった2000年4月14日放送では終盤で花束が贈られ、その日の放送の「エンド5秒」も担当した。
局長代理制の時期は、局長席の後ろの鏡台の上に、上岡局長の写真が額縁入りで飾られていた。
2023年5月19日、肺癌と間質性肺炎のため死去。訃報は6月2日に報じられ、同日放送分のエンディングでは局長時代の映像と共に追悼テロップが表示された。6月24日には追悼番組を放送。

#### 2代目
西田敏行（2001年1月26日 - 2019年11月22日）
2代目の局長には、
- 『探偵!ナイトスクープ』のファンであり、かつ阪神タイガースのファンでもあることが望ましい。
- 探偵局員より年長者であること。
- 上岡クラスか、それ以上の大物であること。

といった条件を満たす人物を招聘することとした。
この条件に合致する人物は、関西はおろか日本全国に範囲を広げても簡単には見つからず、人選は難航。しかし、条件を全て満たす人物として、関西出身・在住者ではないものの阪神ファンとして有名であり、かねてから同番組の大ファンでもあった西田に白羽の矢を立てた。
西田は日本を代表する大物俳優であり、スケジュール調整の難しい人物だったが、当時の番組プロデューサーだった矢澤克之が事務所に日参し、口説き落とすことに成功した。西田自身も前向きであったという。もともと番組のファンであったことから、探偵たちに敬意を表しており、依頼や報告に対して集中して感想を述べている。西田は番組からの熱心な打診を受け内諾していたが、大河ドラマの収録やアコンカグア登山などのロケに追われており、その収録を待って局長に就任した為、就任時期がズレている。なお、依頼として次の局長が誰なのか教えてほしいというものが来ており、間寛平探偵が西田の初回当日に依頼者の自宅へ行き、オープニングが始まると同時に西田の名を口にし、そのまま「視聴率調査」に入るVTRがオンエアされた。
涙もろく、感動的な内容のVTR後には西田の泣き顔がアップで入ることが多い。依頼内容のタイトルが、感動的な内容を予感させるときには「これ（ハンカチ）いる?」と、ハンカチをあらかじめ取り出していたりする。依頼によっては秘書が依頼文を読んだ時点でもう涙ぐんでいたり、思いもかけないテーマで泣いていたりする。また、感動的なVTRの最後には探偵自ら「局長も今これを見て泣いていると思います」と予想することもある。なお、番組サイドから「泣いてくれ」と依頼したことは一度もない。このスタイルは西田自身が生み出したもの で、桂小金治以来の「涙」のスタイルをテレビに持ち込んだ。
番組冒頭の挨拶は、上岡の自己紹介スタイルを踏襲している。
2019年10月18日放送分のエンディングにおいて、19年間務めた局長の職を退任することが本人から発表され、2019年11月22日放送分をもって番組を卒業し、局長を退任することとなった。
降板理由について西田は「上岡局長のときに見てたテイストっていうのは、大阪人のエスプリを根底にして、深い時間に大人のおっちゃんがチビチビやりながら楽しんで、乾いた笑いを求めていた。そのテイストを大事にしようと思ってて、何かの拍子に泣いちゃった。それからどんどん感動巨編的な依頼が増えて、ちょっと初期のころのコンセプトと乖離してる気もした。乾いた笑いも、ちょっと濡れた感動も一緒になるような番組で令和は進んでいってほしいと思い、私が辞すること、そういうことが可能になるのかなと思った」と説明した。これについては前年秋ごろから降板を意識しており、高齢や体調の問題から新幹線での隔週来阪が「肉体的にはだいぶ、しんどくはなってきていた」と打ち明けた。
局長としての在任期間は番組史上最長であった。
2024年10月17日、虚血性心疾患のため東京都世田谷区の自宅で死去。翌18日放送分のエンディングで局長時代の映像と共に追悼のテロップが表示され、11月1日には追悼番組が放送された。

#### 3代目
松本人志（ダウンタウン）（2019年11月29日 - 2024年1月26日）
2019年10月25日に行われた西田局長最後の収録（11月22日放送分）のエンディングで、西田から3代目局長への就任が発表され、引き継ぎのため登場した。収録後に西田と並んで行われた局長交代会見で、松本は「大ファンでしたから、二つ返事で引き受けました」「これだけ完成している番組に乗っかるというのは初めて。番組を壊さないようにしつつ自分の色を出さなければならないので、考えながらやっていきたい」と語り、西田からもエールを送られた。この会見の様子はABCテレビの公式YouTubeでも配信された。松本は探偵の寛平よりも年下のため、同番組史上初、探偵の年齢を下回る局長ということになった。上岡ほど厳しくはないものの、探偵に対して笑いを交えつつ苦言を呈することもある。
上岡局長時代から続く自己紹介のスタイルを踏襲している（2019年12月13日・12月20日放送分では「わたし局長の松本人志です」と自己紹介した）。
後述の通り、局長就任前である2016年5月27日放送分では依頼者として出演している。
2024年1月8日、自身のスキャンダル疑惑による芸能活動休止を発表。すでに収録を済ませていた3本（1月12日・19日・26日放送分）については、松本が出演した内容をそのまま放送した。なお1月19日放送分では「2023年12月22日収録」であることをスーパーで表示した。2024年最初の収録にあたる2月2日放送分は間寛平、2月9日放送分は竹山隆範など、2024年2月以降は探偵メンバーを中心に「局長代理」形式で放送を継続している。

#### 局長代理
局長が収録を欠席する場合などは、主に探偵メンバーが中心となって「局長代理」を務め、番組を進行する。
上岡降板後
2000年4月〜2001年1月まで、2代目局長の西田敏行が就任するまでの間「局長代理」形式が取られた。当初は上岡が翻意した場合に備え、いつでも番組復帰できるための措置だった。その後、西田をキャスティングしたがスケジュールの折り合いがつかず、結局約8ヶ月間に渡って「局長代理」形式が継続された。また、この時期は「今週の局長代行」と書かれた札が局長席に置かれていた。
- 間寛平（2000年4月28日、6月30日、9月8日、10月6日、11月3日放送分）【計5回】
- 北野誠（2000年5月5日、6月23日、9月1日、9月15日、10月20日、11月24日、12月15日、2001年1月3日放送分）【計8回】
- 立原啓裕（2000年5月12日、7月28日、11月10日、12月1日、2001年1月19日放送分）【計5回】
- 桂小枝（2000年5月19日、8月4日、9月22日、12月8日、2001年1月3日、1月12日放送分）【計6回】
- 石田靖（2000年5月26日、7月7日、8月25日、9月29日、11月17日、2001年1月5日放送分）【計6回】
- キダ・タロー（2000年6月9日放送分）【計1回】
- 長原成樹（2000年6月16日、8月11日、10月13日、12月22日放送分）【計4回】
- 松村邦洋（2000年7月14日放送分）【計1回】

西田欠席時
2001年6〜7月にかけて別仕事のため、2003年4月〜5月上旬にかけて病気のため、2016年2月には自宅のベッドから落ち首を負傷したため、また、2016年5月6日と5月20日の収録は胆嚢炎のため、それぞれ収録を欠席した。
- 間寛平（2001年6月15日、2003年4月4日、2016年5月27日放送分）【計3回】
- 北野誠（2001年6月22日、7月6日、2003年4月11日、5月9日放送分）【計4回】
- 桂小枝（2001年6月29日、2003年4月18日放送分）【計2回】
- 石田靖（2003年4月25日、2016年3月4日放送分）【計2回】
- 長原成樹（2003年5月2日放送分）【計1回】
- たむらけんじ（2016年3月11日放送分）【計1回】
- 竹山隆範（2016年6月3日放送分）【計1回】
- 田村裕（2016年6月10日放送分）【計1回】
- 橋本直（2016年6月17日放送分）【計1回】

松本欠席時
2022年2月25日の収録は新型コロナウイルスに感染したため欠席した。
2024年1月、自身のスキャンダルによる芸能活動休止を発表したことに伴い、当番組への出演も当面見送りとなった。これに伴う措置として、2024年2月2日放送分から2025年6月13日放送分までは「局長代理」形式が継続されていた。 2025年6月20日放送分からは、 ゲスト（顧問）が「今週の特命局長」として、局長席に座り局長代理を担当する形式に変更。なお、顧問席には局長補助として探偵が座ることになっている。

#### 松本欠席時【局長代理形式】（主に探偵が局長代理を担当）
- キダ・タロー（2022年3月4日放送分）【計1回】
- 間寛平（2022年3月11日、2024年2月2日、7月5日、11月22日放送分）【計4回】
- 竹山隆範（2024年2月9日、3月15日、6月7日、7月26日、9月27日、10月11日、11月15日、11月29日、12月13日、2025年1月17日、1月31日、2月21日、4月11日、5月2日放送分）【計14回】
- 石田靖（2024年2月16日、3月22日、4月26日、6月28日、10月4日、10月25日、2025年1月10日、2月28日、3月7日、5月23日放送分）【計10回】
- 田村裕（2024年2月23日、9月20日、12月20日、2025年3月14日、5月30日放送分）【計5回】
- せいや（2024年3月1日、4月12日、6月21日、8月23日、11月8日、12月6日、2025年1月24日、4月4日、4月18日、5月9日、6月6日放送分）【計11回】
- ゆりやんレトリィバァ（2024年3月8日、5月10日、6月14日、7月19日、8月2日、8月30日放送分）【計6回】
- 桂二葉（2024年3月29日、5月17日、9月6日、2025年2月7日、2月14日、4月25日、6月13日放送分）【計7回】
- 真栄田賢（2024年4月5日、5月3日、10月18日、2025年3月28日放送分）【計4回】
- 永見大吾（2024年4月19日、5月24日、9月13日、2025年3月21日、5月16日放送分）【計5回】

#### 松本欠席時【特命局長形式】（ゲストが局長代理を担当）
- 村上信五（SUPER EIGHT）（2025年6月20日（局長補助：竹山隆範）、6月27日放送分（局長補助：間寛平））【計2回】
- 橋下徹（2025年7月4日（局長補助：せいや）、7月11日放送分（局長補助：竹山隆範））【計2回】 - 第17代大阪府知事時代には、2008年のグランドアカデミー大賞でスペシャルゲストとして登場した。
- 西川貴教（2025年7月18日放送分（局長補助：真栄田賢））【計1回】
- 小澤征悦（2025年7月25日放送分（局長補助：永見大吾））【計1回】
- 溝端淳平（2025年8月8日放送分（局長補助：田村裕））【計1回】
- 沢村一樹（2025年8月29日放送分（局長補助：石田靖））【計1回】
- 佐藤二朗（2025年9月5日（局長補助：石田靖）、9月12日放送分（局長補助：竹山隆範））【計2回】

### 秘書
- 初代 - 松原千明（1988年3月5日 - 1989年5月6日）
  - 他の仕事の兼ね合いから収録に欠席することもあり、欠席時には嘉門達夫など探偵らが交代で秘書代理を担当した。
  - 出演交渉の際「『ニュースステーション』に類似した番組で社会派路線」ということで出演契約を結んだが、徐々にバラエティ色が濃くなり「報道を基軸とした番組として出演契約したが、当初説明の趣旨と違ってきている」と番組降板を申し入れた。また、自身が石田純一と結婚したことも重なり「寿退職」の形で退局した。
  - 松原の最終出演回のエンディングでは、探偵一同が文部省唱歌の『海』（♪松原遠く消ゆるところ）を合唱した。
  - 2022年10月に逝去。訃報が発表された直後の放送となる11月18日放送分のエンディングでは、秘書時代の映像と共に追悼テロップが表示された。
- 2代目 - 岡部まり（1989年7月1日 - 2010年4月9日、2019年11月22日）
  - 岡部は本番で初めて依頼文を読むため、視聴者からの依頼文に性的な言葉が含まれていると、岡部がそこで詰まったり噛んでしまい、局長や探偵達がわざと読み直させるというパターンが多い。依頼文を読んでいる途中で詰まってしまい、局長と北野誠が続きを読んだこともある。
  - 2010年7月には第22回参議院議員通常選挙の大阪府選挙区で民主党から立候補することになり、当番組への出演を急遽見合わせ、そのまま退局した。公式サイトからも岡部の記載が削除された。7月12日の朝日放送渡辺克信社長の定例会見、7月29日の自身のブログで、復帰を否定した。ただ、それ以降はアカデミー賞や年末総集編などでゲストとして登場している。また、西田が局長として最後の放送となった2019年11月22日放送分でも9年7カ月ぶりに秘書として登場。2024年7月24日放送分では、顧問として登場。
  - 秘書としての在任期間は番組史上最長であっただけでなく、『開運!なんでも鑑定団』の吉田真由子に抜かれるまで日本のテレビ番組史上最も長く務めた女性アシスタントであった。
- 3代目 - 松尾依里佳（2010年9月3日 - 2018年1月19日）
  - 本職はヴァイオリニスト。2015年3月30日から隔週月曜日に『キャスト』（朝日放送テレビが平日の夕方に関西ローカルで放送する報道・情報番組）のコメンテーターも務めていたが、同年10月の結婚を経て産前産後休暇へ入ることを機に、当番組の秘書を2018年1月19日放送分で退局した[26]。退局後の同年2月14日に、第1子となる女児を出産。同年4月からタレントとしての活動を再開。2024年8月30日放送分では、顧問として登場。
  - 松尾の降板以降は、週替わりで若手女優などの代役（見習い秘書）を立てて対応した[27]。ただし、番組最後の依頼募集のお知らせ画面のナレーションは松尾の声で収録されたものを放送していた。これらの対応は増田が4代目秘書に就任するまで継続された。
- 4代目 - 増田紗織（ABCテレビアナウンサー、2019年11月29日 - ）
  - 歴代秘書はタレントが務めてきたが、初めて制作局であるABCテレビの女性アナウンサーから秘書に起用された[28][注 21]。
  - 涙もろく、3本続けて感動的な依頼内容であった回ではVTR明けにハンカチで拭うほど涙を流し、そのまま涙声で番組進行をしたことから、石田靖から「西田前局長が降臨したんですか?」といじられたことがある。それ以降も、たびたび感動的なエピソード後で涙を流すようになり、局長の松本人志からは「師匠」とあだ名されるようになっている。
  - 幼少期に父の仕事の関係でニューヨークで生活していたことから英会話に堪能。ナイトスクープ好きのドイツ人カップルが2020年6月19日放送でリモート出演した際には、通訳を務めている。

#### 秘書代理
松原降板後
- 北野タキノ（北野誠の実母、1989年5月13日放送分）【計1回】
- ナース井手（1989年5月20日、6月3日放送分）【計2回】
- みやなおこ（1989年5月27日放送分）【計1回】
- 中村貴子（1989年6月17日 、6月24日放送分）【計2回】

岡部欠席時
- 石田靖（2008年5月16日放送分）【計1回】
- 堀友理子（当時朝日放送〈当時〉アナウンサー、2008年6月6日放送分）【計1回】
それまで岡部欠席時は、桂小枝、清水圭など探偵が秘書代理を務めていた。2008年2月15日放送分の「麺をすすれない女子アナ」（探偵：石田靖 / 依頼者：三代澤康司アナウンサー）で登場した「麺をすすれない女子アナ」とは堀のことであり、彼女の教育係だった三代澤は相当困り果てていた。また、2008年6月27日深夜・7月4日深夜・10月4日、同11日、同18日、同25日に関西ローカルで放送された20周年記念特番『探偵!ナイトスクープ リターンズ』でも三代澤とともにナビゲーターを務めた。

岡部降板後
- たむらけんじ（2010年4月16日、4月23日、8月6日、8月27日放送分）【計4回】
- 田村裕（2010年4月30日、5月7日、7月9日、7月23日放送分）【計4回】
- 桂小枝（2010年5月14日、5月21日放送分）【計2回】
- 長原成樹（2010年5月28日、6月4日放送分）【計2回】
- 石田靖（2010年6月11日、6月18日放送分）【計2回】
- 松村邦洋（2010年6月25日、7月2日放送分）【計2回】

松尾降板後（「見習い秘書」と呼称、☆はABCテレビアナウンサー）
- 本田望結（2018年1月26日、4月20日放送分）【計2回】
- 二階堂ふみ（2018年2月2日放送分）【計1回】
- 本仮屋ユイカ（2018年2月9日、11月2日放送分）【計2回】
- 髙橋ひかる（2018年2月16日放送分）【計1回】
- 橋本マナミ（2018年3月2日、12月7日、12月14日放送分）【計3回】
- 川添佳穂☆（2018年3月9日放送分）【計1回】
- 小島瑠璃子（2018年3月16日、2019年1月4日放送分）【計2回】
- 岡田結実（2018年3月23日放送分）-2023年11月10日放送分から顧問として出演。【計1回】
- 加藤綾子（2018年4月27日、10月5日、10月12日放送分）【計3回】
- 松岡茉優（2018年5月4日、12月21日、2019年3月1日放送分）-2017年12月22日放送分では顧問として出演。【計3回】
- 田中みな実（2018年5月11日放送分）【計1回】
- 中村静香（2018年5月18日、7月27日、10月19日、2019年8月23日放送分）【計4回】
- 多部未華子（2018年5月25日放送分）【計1回】
- ブルゾンちえみ（2018年6月1日放送分）【計1回】
- ヒロド歩美☆（2018年6月8日、7月13日、11月16日、11月23日、2019年4月12日放送分）【計5回】
- 長瀬智也（元TOKIO）（2018年6月15日放送分）【計1回】
- 佐藤隆太（2018年6月29日放送分）-2011年3月18日放送分では顧問として出演。【計1回】
- 葵わかな（2018年8月3日放送分）【計1回】
- 斎藤真美☆（2018年8月24日、8月31日放送分）【計2回】
- 喜多ゆかり☆（2018年9月7日放送分）【計1回】
- 澤田有也佳☆（2018年9月14日、2019年1月25日、4月26日、5月17日、9月6日放送分）【計5回】
- 島谷ひとみ（2018年9月21日放送分）【計1回】
- 中川翔子（2018年10月26日、2019年6月14日放送分）【計2回】
- 馬場ふみか（2018年11月9日放送分）【計1回】
- 青木愛（2018年11月30日放送分）【計1回】
- 加藤明子☆（2019年1月11日、3月8日、5月31日、8月2日放送分）【計4回】
- 飯豊まりえ（2019年2月8日、10月11日放送分）【計2回】
- 工藤夕貴（2019年2月15日放送分）【計1回】
- 高橋ユウ（2019年2月22日、3月29日放送分）【計2回】
- 熊谷真実（2019年3月15日放送分）-2012年3月16日放送分などでは顧問として出演。【計1回】
- 渡辺江里子（阿佐ヶ谷姉妹）（2019年4月5日放送分）- 相方の木村美穂も客席にいた。【計1回】
- トラウデン直美（2019年4月19日、5月3日放送分）【計2回】
- 丸高愛実（2019年5月10日、5月24日放送分）【計2回】
- 武田和歌子☆（2019年6月7日放送分）【計1回】
- 桂紗綾☆（2019年6月21日、9月20日放送分）【計2回】
- 坂本三佳（2019年6月28日、7月26日放送分）【計2回】
- 渡辺美優紀（2019年7月12日放送分）【計1回】
- 丘みどり（2019年8月30日[注 22]、10月25日放送分）- 2023年1月27日放送分から顧問として出演。【計2回】
- 松本穂香（2019年9月13日放送分）【計1回】
- 小寺右子☆（2019年10月4日放送分）【計1回】
- 増田紗織☆（2019年10月18日放送分、11月8日、11月15日放送分）- 後の4代目秘書。【計3回】

### 探偵局員
番組視聴者からの依頼に基づく調査を行い、解決する係。探偵局員の多くは主に近畿圏で活動するタレントが務める。
2018年以降、調査を担当していない探偵局員が、1〜3名ほどスタジオ出演にも参加しない傾向が多くなっている。探偵が裏番組（フジテレビ『全力!脱力タイムズ』など）にゲスト出演する週も同様に、裏被りを避けるためにその回に当たる収録には参加しない。また、欠席する探偵はオープニングでも紹介が省略される。

#### 現役探偵局員

##### レギュラー
石田靖
1995年11月3日入局
現役の探偵局員の中では最長のキャリアを持つ。
子供との接し方が上手く、子供の依頼を担当することが多い。
本人いわく「北野誠の代わりに入った」 が、北野の復帰後も継続して出演している。
寛平と共に上岡、西田、松本と3人の局長の下で探偵を務めた数少ない人物である。
毎回、エンディングの最後で両腕を大きく振っている。
デビュー作「江戸の人体解面図」
間寛平
1996年5月24日入局（2009年1月23日一時降板、2011年2月25日復職、現在は準レギュラー）
芸能界を引退したジミー大西の後釜として入局。2018年以前の回でも、時折欠席する場合があった。
2008年12月17日 - 2011年1月21日の間はアースマラソン挑戦による芸能活動休止のため、当番組にも出演不能となったが「退局ではなく休局である」と2008年12月19日放送分の「プチアカデミー大賞」の中で話していた。2011年2月25日の「アカデミー大賞2011」より当番組に復帰した。
探偵歴は石田が一番長いものの探偵局員の中では最年長である。
3代目局長に松本が就任したことで同番組史上初の局長より年上の探偵となった。
デビュー作「キダ顧問に一言!」
竹山隆範（カンニング）
2005年9月23日入局（新探偵候補として2005年7月1日放送分で調査を行っている）
キレキャラで売っていた時期に初登場したが、「キレキャラ封印」という番組サイドの意向により『ナイトスクープ』では本来の素の部分を出している。
関東弁と博多弁を状況に応じて使い分けているのも特徴。
「カンニング竹山」名義が定着後も、先述の意向により『ナイトスクープ』では本名で出演している。
寛平と真栄田同様に関西出身ではないが、寛平は12歳から関西に引っ越して以降は生活の拠点が関西のため、真栄田同様一度も関西に在住したことのない数少ない探偵となった。
（探偵候補）デビュー作「幻のニッキ紙」
田村裕（麒麟）
2009年6月19日入局
北野誠に代わり、2009年6月19日放送分から登場。
特別番組『探偵!ナイトスクープVSクイズ!紳助くん』で、田村は紳助くん側であったが「オレ、さっきから泣きっぱなし、笑いっぱなしや。これはスクープや!」と叫んだことが番組プロデューサーの目に留まったのが採用理由である。
2009年8月28日放送分「伝説の怖すぎる映画　シェラデコブレの幽霊」では、VTR内で相方の川島明も登場し、コンビでの共演を果たした。
デビュー作「小学校のときの恩師に会いたい」
真栄田賢（スリムクラブ）
2013年10月4日入局 - 2019年6月21日、および2020年4月10日（復帰）
2013年10月4日の放送から3週に渡る「新探偵登場週間」で、新探偵の一人として加入。いつまでたっても眠らない子ども達の前に現れる謎の怪人「ガオーさん」を卒業した長原成樹に代わって務めている。
コンビでのレギュラー番組がない中で、真栄田にとって唯一のレギュラー番組である。
2019年6月に闇営業問題で吉本興業から無期限謹慎処分を受けた後、6月21日（5月3日収録）以降出演見合わせ、出演者紹介から名前と写真が削除されている。2019年8月19日に処分が解除され芸能活動を再開したが、2019年9月に行われたABCによる番組改編に関する記者会見では真栄田の出演は当面見合わせると発表。その後、2020年4月10日放送分（同3月13日収録）から復帰。
竹山同様関西地方に在住したことがない数少ない探偵である。
身長183ｃｍと大柄で、ラグビー選手として国体に出場したこともある体力派探偵。沖縄育ちらしい、おおらかさが特徴だが「長年、天然ボケの相方と付き合っているので、どんな人間が来ても大丈夫！」と意気込みはバツグン。
デビュー作「爆笑!小ネタ集!!」
せいや（霜降り明星）
2023年4月7日入局
現在の探偵では唯一のM-1王者経験者である。
現役探偵では最年少であるとともに、探偵局史上初の平成生まれの探偵となった。
10年ぶりの新探偵として加入。 東大阪市出身の生粋の関西人で、人懐っこい性格で誰からも愛される才能が魅力的。若さ溢れる情熱と持ち前の明るさで、依頼を解決へと導く。
デビュー作「人は逆立ちでウ○コができるのか?」
桂二葉
2023年5月5日入局
二葉は7人目の女性探偵としてレギュラー入りを果たす。また、落語家として探偵を務めるのは桂小枝の降板から10年ぶりかつ、女性落語家が探偵を務めるのも初となる。
大阪出身。 女性として初めて『NHK新人落語大賞』を受賞。  約300年続く落語の世界に変革をもたらす新進気鋭の注目株。  甲高い声と耳なじみの良い関西弁が特徴的で、華奢な体に秘める底知れぬエネルギーで依頼を解決へ導く。
デビュー作「爆笑!小ネタ集」
永見大吾（カベポスター）
2023年5月12日入局
三重県出身。 『M-1グランプリ2022』決勝進出、さらには『ABCお笑いグランプリ』『ytvお笑い漫才新人賞』関西2大賞レースで優勝するなど賞レースで結果を残し続ける関西若手漫才師のホープ。  大喜利が得意で芸人の間からは“関西大喜利四天王”の1人に数えられている。冷静沈着・ロジカルな視点で依頼を解決へ導く。
デビュー作「夫の髪型を変えてほしい」

##### 解説放送
- 板倉令子（エムシー企画）

#### 過去の探偵局員
- 嘉門達夫（現:嘉門タツオ、在任期間：第1回放送-1990年3月31日）

初代「社会派ネタ探偵」。「悪徳不動産業者を追え!」（1988年6月4日放送）のネタでは、小型カメラを持って単身で不動産屋に突入するなど、体当たり調査を売りとした。音楽活動に専念するため、1990年3月放送の総集編出演をもって退局。放送当時、裏番組であったNHK総合『燃えてトライアル』に“左遷”という設定で送り出された。嘉門の担当調査回としては「浪花のモーツァルト キダ・タロー」（1990年2月17日放送）が、番組DVDに唯一収録されている。後述の通り、退局後は顧問として出演。
デビュー作「中国の毛生え薬・101は効くか?」（ナイトスクープ初の調査VTR。担当ディレクターは百田尚樹）
- 越前屋俵太（在任期間：第1回放送 - 1995年3月24日）

出演後半は牛など動物の着ぐるみ風のコートや合羽を着て出演。「視聴率調査」や、抽象的なテーマについて市井の人々から強烈な個性ある意見を引き出す「調べてください」シリーズを担当。自身で退局を宣言した。
退局前に「最近のナイトスクープがなぜつまらないか」というインタビュー調査で、「俵太さんがつまらない」と答えた視聴者に対して俵太がショックを受ける場面があったが、退局との因果関係は不明。
1988年4月23日放送分では「中学生の丸刈りをどう思うか」という取材を行ったが、この調査VTRの内容に不満をもった上岡から怒鳴られた。それに対し「こんなもん本気でできるかい」と言い返したことがある。この出来事がきっかけで、番組の収録形式であった「撮って出し」が見直され、現在の隔週2本撮りに変更された。後の総集編で俵太は「あの時は腹立ちましたわ。もし（上岡）局長が小学生やったら殴り殺してますよ」と発言した。
初回放送から2ヶ月ほどは、ラジオのレギュラー番組と収録が重なってしまい、スタジオ収録に参加することができなかった（なお俵太は、当時この2本だけがレギュラーだった）。このためスタジオでのプレゼンは、田中康江や嘉門達夫などが代理を務めていた。
デビュー作「JRの安売り切符は何故安いのか?」
- 槍魔栗三助（現:生瀬勝久、在任期間：第1回放送 - 1990年4月14日）

第1回放送で1985年の阪神優勝で道頓堀川に投げ込まれたカーネルサンダース人形の捜索を担当。以降4回に亘る「カーネル・サンダースシリーズ」を担当した。生瀬の調査担当回としては、この回が番組DVDに唯一収録されている。
1990年4月、戦時において「大日本帝国陸軍大阪八連隊」の敗走に次ぐ敗走が風刺や誇張、カリカチュアされた読み物の形で新聞記事になった。この連隊の取材を担当した調査結果に、上岡が「徴兵されて無理やり戦争をさせられた一般市民が弱くてなぜ悪いのか」と指摘して収録を中止。番組サイドの意向や、『新・部長刑事 アーバンポリス21』などの俳優活動に専念するために退局となった。
デビュー作「道頓堀川に沈むカーネル・サンダースを救え」
- 上海太郎（在任期間：第2回放送 - 1988年4月16日）

「ホワイトデーには何を贈るか?」というネタでデビュー。第6回放送「ツチノコの正体を暴く」を、槍魔栗とバディを組んで調査したが、この出演を最後に退局している。
- 田中康江（在任期間：第2回放送 - 1988年11月）

キャスティング段階で、松本プロデューサーが劇場を訪れた際、たまたま目にとまったのが採用理由。当初は第1回放送で自身の調査VTRを報告する予定だったが、放送時間の都合上、第2回放送へ繰り越しとなった（企画段階では、1回の放送につき4本の調査VTRを放送する予定だった。第1回放送ではスタジオ出演を欠席した越前屋俵太にかわり、調査報告のプレゼンを代理で担当した）。
番組開始当初は、VTR以外にもスタジオで依頼を解決することもあり（「青函トンネル内にある駅の定期は買えるか?」「テニスの得点の数え方がキリが悪いのはなぜか?」など）、田中が電話で取材するなどして解決した。マラソンのネタを扱った際に、上岡に怒鳴られたことがある。10本ほどの依頼を担当したのち退局。明るく軽妙な語り口で、探偵局初の女性探偵として活躍した。
- 北野誠（在任期間：1988年5月7日- 1995年10月13日、1996年5月3日 - 2009年4月17日）

初代局員としてキャスティングに名前が挙がっていた。第9回放送の「国道1号線の三重駐車」よりゲスト探偵として登場（登場経緯等は後述）。
第41回放送（1989年1月21日）までは旧芸名である「MAKOTO」名義で登場。1989年10月28日放送の「河内風穴の謎を探れ!」のネタでは結論を引き出すことができず、上岡に再度の調査を命じられた。12月16日に「河内風穴第2弾!」が放送されたが、この調査でも結論を導き出せなかった。その日の顧問であったキダ・タローに「誠、お前は中途半端や!」と言われたことから、以降は「中途半端」と呼ばれた。事実、他のネタにおいても結論を導き出せない、あるいは本来の趣旨とは全く異なった結論を導き出すことが多かった（中にはあえてそういった演出としたものもある）。そのキャラクターから、依頼人側から「北野探偵だけはやめてください」と逆指名されることがあったが、必ずその依頼は北野が受け持つことがお約束となっていた。東京進出のため1995年9月に一度退局したものの、翌年に探偵として復業。最古参探偵として活躍し続けたものの、2009年4月に無期限謹慎処分により突如退局。ただし収録済み分は予定通り放送された（北野自身はその後、2010年3月に処分解除され、芸能活動を再開）。後述の通り、退局後は顧問として出演。
- 桂小枝（在任期間：1988年7月23日 - 2013年9月27日）

すぐに解決できそうな複数の依頼をまとめて調査する「爆笑!小ネタ集」、ガイドブックに到底載せられない珍名所を紹介する「パラダイス」などの名物コーナーを持った他、「まじめ」ネタを「笑い」ネタにしてしまう傾向があった。「ミスターナイトスクープ」の異名をとっていた。上岡局長時代は「そして、こいつです」と紹介されることもあった。
「局次長」を自称。以前は局長の座を狙っているような独占欲的な節があったが、これは「局長代理」という形でかなえられた。
おなじみの言葉は自ら「よろしくお願いします、桂小枝です。お願いします」と挨拶し、間髪入れずに「しかしまぁー、なんですねー」と続けてネタ振りをする。番組開始時の探偵紹介では最後に名乗ってから、この言葉に続けてコメントするが、後年のオンエアではカットされていた。この「しかしまぁー、なんですねー」は上岡局長時代、小枝が紹介された後に喋るのを阻止しようとする上岡に対抗して生み出された“技”である。
2013年9月27日放送分をもって退局。最終出演回には、探偵として「キダ・タロー恐怖症!?」を手掛けると共に、エンド5秒で一発ギャグを披露した。退局後、2013年の年忘れファン感謝祭にスペシャルゲストとして出演したほか、後述の通り顧問としても出演。
デビュー作「子供美人はどこへ」
- 中村貴子（在任期間：1988年8月6日 - 1989年7月）

元ラブ・ポーション。「ホストの生態を暴く」のネタでデビュー。初めての総集編など、欠席した松原の代わりに秘書代理を4回務め、松原秘書が退局した後にも1週だけ秘書代理を務めた。
- みやなおこ（在任期間：1988年11月19日 - 1989年9月）

槍魔栗三助（生瀬勝久）と同じ劇団「そとばこまち」出身。当時読売テレビで放送されていた『週刊テレビ広辞苑』で生瀬と共演しており、その楽しげな2人のやりとりを見たスタッフが採用した。女優活動に専念するため、すぐに退局した。
- トミーズ雅（在任期間：1988年12月24日 - 1994年1月14日）

女性探偵が消滅した直後の1989年秋に放送された総集編にて「女性探偵募集」と銘打った企画が放送された際に、女性探偵「北村雅子」名義で登場したことがある。後に自身のレギュラー番組が増加したことで、探偵としてロケに出掛ける時間が満足に取れなくなり退局。退局直前のロケは多忙のため完パケだったという。自身が番組を退局するまでは、総集編や特番は除いて、立原と隔週で出演していた。退局後、2016年の年忘れファン感謝祭にスペシャルゲストとして約23年ぶりに出演した。
1992年11月27日放送分「汗と油の目玉焼き」では、VTR内で相方のトミーズ健も登場し、コンビでの共演を果たした。
デビュー作「ズワイガニ漁」
- 立原啓裕（在任期間：1989年6月3日 - 2005年4月15日）

自称・（2代目）社会派ネタ探偵。1989年6月3日に臨時探偵として初登場し、同年7月29日から正式な探偵として入局。病弱ネタを売り物にしており、幾度となく他の探偵にからかわれた。トミーズ雅が番組を退局するまでは、基本的に雅と隔週で出演していた。2005年4月15日放送分をもって退局。最後の作品「バットマンに会いたい!」では、VTRの最後で爆発に巻き込まれ「殉職」するという演出が施された。後述の通り、退局後は顧問として出演。
デビュー作「白いサツマイモの謎」
- 清水圭（在任期間：1990年5月26日 - 1996年4月19日）

ぜんじろうの後釜として入局。調査内容の充実度は、「感動ネタなら清水圭」と上岡から高く評価されていた。東京進出により退局。
2010年9月24日放送分の小ネタ集では、依頼者として登場した。
デビュー作「祖父は映画スター」
- 長原成樹（在任期間：1994年1月21日 - 2013年9月27日(2005年9月23日 - 12月2日の放送分は病気のため休業））

トミーズ雅の後釜として入局。依頼者に代わって貸した物を取り戻す「取り立て屋成樹」シリーズ以降、物事を強引に解決させる手法を確立させた。また、必ずしも必要ではないにもかかわらず調査で沖縄県に向かうことが多く、「沖縄探偵」「リゾート探偵」の異名もとった。いつまでたっても眠らない子ども達の前に現れる謎の怪人「ガオーさん」でもある。
2008年8月22日放送分では、喉の調子が悪くガラガラ声で話す姿がみられた。また、2011年10月7日放送分ではヤンキー時代（18歳頃）の写真が放送された。
2013年9月27日放送分で退局。最後の作品は「復活!取り立て屋成樹」だった。退局後、2013年の年忘れファン感謝祭にスペシャルゲストとして出演。
デビュー作「屋根を直撃した隕石の謎」
- ジミー大西（在任期間：1995年4月21日 - 1996年4月5日）

越前屋俵太の後釜として入局。デビュー作は「巨大シジミ発見!?」（DVD Vol.6 にも収録、林繁和の項も参照）。芸能界引退し、画家としての活動に専念するため退局。退局後、2015年の年忘れファン感謝祭にスペシャルゲストとして約19年ぶりに出演したほか、2018年2月9日放送分などでゲストとしてVTRに登場、芸能界一嗅覚の鋭い芸能人として嗅覚の鋭い依頼者の息子と嗅覚対決をした。同年4月6日放送分の30周年記念特番後編でデビュー作が第3位に選ばれたことから、「デジタルリマスター」と称したリバイバル企画で特別探偵と称したゲスト・真壁刀義とともに長居植物園の池 にて再び巨大シジミ獲りに挑戦した。しかし長居植物園の池では探せどドブガイは見つからず、しかも2月にロケを行ったため水が冷たく、捜索は難航。ようやく1個見つけたがすでに死んでおり、その後も必死で探すも結局見つからずであった。2019年9月27日放送分のグランドアカデミー大賞にはプレゼンターとして、同年の年忘れファン感謝祭では出演休止中の真栄田に代わり回答者として出演した。
- 松村邦洋（在任期間：2000年4月7日 - 2013年9月27日）

局長代理制に入るにあたって、毎週1人の探偵が抜けることになるため2000年に入局。他探偵と比べると、自らの体を張ったロケを得意としていた。子供や老人絡みのネタやインタビューものの依頼も多かった。上岡局長や西田局長を始め、小枝、顧問として出演する掛布雅之などのものまねを披露することもあった。2009年4月、東京マラソンのレース中に発症した急性心筋梗塞の治療のため番組を休養していた。
2013年9月27日放送分で退局。最後の作品である「帰宅部の魔球vs金本」には、松村がファンである阪神OBの金本知憲・下柳剛が登場した。退局後、2013年、2017年の年忘れファン感謝祭にスペシャルゲストとして出演したほか、VTRにもたびたび出演。
デビュー作「デブネタ集」
- たむらけんじ（在任期間：2007年5月4日 - 2023年3月31日）

獅子舞・ふんどし・サングラス姿の異色キャラを作らず、関西ローカルの番組で見られる普段着姿で出演している（スタジオ収録時はネクタイを締めていることが多い）。感動系の依頼や人探しなどの依頼を担当することが多かった。
局長からの紹介時や「エンド5秒」では一発ギャグ「ちゃ〜」を披露することが多かった。
活動拠点をニューヨークに移すことなどから、2023年3月31日放送分で退局した。
デビュー作「心が書けない息子」
- 澤部佑（ハライチ）（在任期間：2013年10月11日 - 2023年3月31日）

2013年10月4日の放送から3週に渡る「新探偵登場週間」で、新探偵の一人として入局。
入局時は探偵局員の中で最年少であった。
番組放送開始35周年となる2023年3月31日放送分で退局した。
デビュー作「ウンコをする時に握力が増す?」
- 橋本直（銀シャリ）（在任期間：2013年10月18日 - 2023年3月31日）

2013年10月4日の放送から3週に渡る「新探偵登場週間」で、新探偵の一人として入局。
この「新探偵登場週間」に加入した探偵3人の中で唯一の関西出身だった。
2016年12月4日の『M-1グランプリ』を制し、探偵局初のM-1王者となった。
番組放送開始35周年となる2023年3月31日放送分で退局した。
デビュー作「こそばされる快感よ もう一度!」
- ゆりやんレトリィバァ（在任期間：2023年4月14日 - 2024年9月6日）

ゆりやんは山崎静代（南海キャンディーズ）以来6人目の女性探偵であり、平成生まれ初の女性探偵であった。
活動拠点をハリウッドに移すことなどから、2024年9月6日放送分で退局した。
デビュー作「声が響く場所で大声で歌いたい」

##### 臨時探偵として登場した局員
- 桂文福 - 番組開始初期の1988年6月から8月に数回登場。プロデューサーが番組立ち上げ時から正式な探偵として出演を依頼していたが、スケジュールの折り合いがつかず、レギュラーとしての出演は実現しなかった。「女性は何故右の胸が小さいのか?」の依頼などを担当。
- 久本雅美 - 1988年7月9日放送分に登場。レギュラー出演を視野に入れたうえでの出演だった。「満月の夜になるとヒトは衝動に駆られる」というカルト・超常現象の話題を取り上げた取材を行ったが、はっきりとした結論を出すことができなかった。VTR後のスタジオパートでは、補足として「満月の日に発生した重大事件一覧」をパネルにまとめて示したが、上岡は「満月でない日に起きた重大事件の方が絶対に多い」「パネルに日本初の心臓移植手術が行われたとあるが、それを重大事件として扱うのは卑怯」など、抽出方法が恣意的であると指摘。さらに、久本個人に対しても「下品さが許せん」「信用できん」などと批判した。結果的に、久本はこの放送回限りの出演となった。上岡に叱られた模様は1989年3月に放送された総集編で再び放送された。
- 屋田容子 - 1988年12月24日放送分から数回登場。降板した田中の後釜として、レギュラー出演を視野に入れたうえでの出演だった。1989年2月18日放送分で「男女の産み分け法」について調査。VTR内で、薬剤を用いて男児の出産率を高める方法を紹介したところ、上岡が「自然の摂理に反する方法で男女の産み分けを行うのはいかがなものか」と指摘。これに対し、屋田は「必ずしもいけないとは限らない」と反論したところ、議論の応酬となった。最終的に、上岡は屋田に対し「クビ」と怒鳴り、屋田はその調査報告をもって降板となった。この収録時の顛末については放送前に一部で報道されたが、「クビ」と怒鳴られた部分についてはカットして放送された。このため、番組冒頭では「一部新聞報道と内容を変更してお送り致します」とテロップを入れて放送している。「クビ」と怒鳴った模様は、1989年3月に放送された総集編で放送された。
- コント山口君と竹田君 - 1988年6月25日放送分に登場。「カバの買い主を探せ！」のネタを担当した。
- ぜんじろう - 1990年3月3日放送分から5月12日放送分にかけて登場。
- 内間政成（スリムクラブ） - 2015年12月18日放送分と2020年6月5日放送分に探偵である相方真栄田の声を苦手とする依頼者のもとに真栄田とともに臨時探偵として登場。この他2018年2月16日放送回では岡山出身の千鳥大悟にそっくりな依頼者夫婦の恋のキューピットに会いたいという依頼にて探していた恋のキューピットと地元の友達であったことが判明した。

##### 特別探偵として登場した局員
- 丸山隆平（SUPER EIGHT 旧関ジャニ∞） - 2018年3月30日放送分、30周年記念特番前編にて登場。30周年記念特番前編で第8位に選ばれた「電車より速い!?大和川下り」（1996年10月放送）を、「デジタルリマスター」と称したリバイバル企画で田村裕探偵とともに敢行。今回はエンジン付きのボートで進んだものの、それでも漸くゴール地点である依頼者の当時の勤務先にたどり着いたのが午後1時50分であった。その後はスタジオで顧問側にて最後まで居た。
- 真壁刀義（プロレスラー） - 2018年4月6日放送分、30周年記念特番後編にて登場。ジミー大西探偵とともに巨大シジミ獲りを行うも、結局見つからず。仕方なく、死んでいた1個を林裕人の自宅に持ち込んだ上でジミー大西が林に何か作ってくれと無理やりおねだりしたため、林はオールドファッションストロベリーショートケーキを製作、その取り皿としてドブガイの殻を使った。スイーツ大好きな真壁は食した後、「美味しいが載せない方が良い」と語った。その後はスタジオで顧問側にて最後まで居た。

##### 探偵見習いとして登場した局員
- 山本大介（四次元ナイフ） -1999年から2000年にかけて探偵見習いとして数回登場。制作会社スタッフの暴行事件(後述)を受けて番組を降板。

##### 新探偵候補
立原啓裕探偵の退局を受けて、2005年に後任を選ぶオーディションとして新探偵を選ぶ企画がスタート。カンニング竹山、南海キャンディーズ山崎、シャンプーハットのほか、KABA.ちゃん（2005年6月17日）、安田大サーカス（2005年8月12日）が調査を行った。
- 小出水直樹（シャンプーハット）2005年10月14日 - （新探偵候補として2005年8月5日放送分で調査を行っている）
- 宮田てつじ（シャンプーハット）2005年11月4日 - （新探偵候補として2005年9月16日放送分で調査を行っている）また、2005年7月1日放送分の長原探偵による小ネタ集「シャンプーハットてつじにそっくりの外国人がいる」で調査される側として出演している。
- 山崎静代（南海キャンディーズ）2005年12月16日 - （新探偵候補として2005年9月2日放送分で調査を行っている）本名の「山崎静代」名義で活動。ただ番組内での通称は「しずちゃん」という方が多い。1989年9月以来、約16年ぶりの女性探偵（5人目）であった。

### 顧問
いわゆるゲストを指す。
番組開始当初は、依頼内容に社会問題を含むものが多く、レギュラー顧問として登場していた弁護士の中島健仁に法律の観点から意見を伺うという役割だった。依頼内容が変化するにつれ、関西に縁の有るタレントや文化人が、準レギュラーとして出演する現在の形になった。
西田局長就任以降は出演映画等のプロモーションを兼ねて人気俳優・歌手等が顧問として登場することが増えており、タレントによってはゲスト出演がスポーツ新聞の芸能欄で報じられることもある。
2020年以降、新型コロナ流行に伴う措置として、公開収録と顧問の出演を一時的に休止。局長・秘書・探偵のみでスタジオを進行した。その後、2022年7月22日放送分から顧問の出演が再開されたが、現在は特命局長としてゲストが出演している。顧問が座っていた席は局長補佐として探偵メンバーから1名が座っている。

#### 出演頻度の高い顧問
- 円広志 - 番組主題歌『ハートスランプ二人ぼっち』を歌っている。顧問としては1994年1月21日放送分に初出演し、その回で主題歌のフルコーラスを披露した。
- 林裕人 - 辻学園調理・製菓専門学校主任教授時代から料理に関する依頼のVTRに登場。1994年9月2日放送分「母乳でケーキ作り」で初登場し、「ドブ貝」「ジャンボタニシの卵」「革靴」などといった調理困難な食材の数々を絶品の料理に仕上げている。1995年の第3回アカデミー大賞では助演賞にノミネート。上岡局長時代終盤の1999年8月20日放送分からは、VTRに加えスタジオに料理担当顧問としても多数出演。涙もろく、感動的な依頼の後には、西田とともに2人並んで涙する姿がたびたび映された。
- 石塚英彦 - 2014年8月29日放送分に初出演。
- 勝俣州和 - 2014年10月10日放送分に初出演。
- 谷均史 - 淀川キリスト教病院の医師。2004年2月6日放送分「動物の足?ピョコン??」で初登場し、医学ネタ担当としてロケに多数出演している。西田局長時代終盤の2018年3月9日放送分からは、VTRに加えスタジオに医療担当顧問としても多数出演。
- 丘みどり - 上述の通り見習い秘書として出演したのち、2023年1月27日放送分に顧問として初出演。
- アンミカ - 2023年2月17日放送分に初出演。
- 羽野晶紀 - 2023年4月21日放送分に初出演。
- 溝端淳平 - 2023年8月4日放送分に初出演。2025年8月8日放送分では特命局長を務めた。
- ナジャ・グランディーバ - 2023年6月9日放送分に初出演。
- 呂布カルマ - 2023年12月1日放送分に初出演。
- 吉村洋文 - 第20・21代大阪府知事。2025年日本国際博覧会の宣伝も兼ね、2024年1月5日放送分に初出演。2度目の出演となった2025年3月7日放送分では、最高顧問を自称した。
- 小田井涼平 - 2024年5月17日放送分に初出演。
- 西川貴教 - 2024年10月11日放送分に初出演。2025年7月18日放送分では特命局長を務めた。

#### 過去に出演した主な顧問

##### 最高顧問
- 横山ノック - 初代最高顧問。1988年5月14日放送分で初登場。大阪府知事就任後は「名誉顧問」の肩書きになった。
- キダ・タロー - 1989年4月8日放送分「岸和田駅前の音痴な信号機」のネタに「審査委員長」として初登場し、1989年8月5日放送分から顧問として定期的に出演。2代目の「最高顧問」と呼ばれる。当初は自称だったが[37]、後年はテロップなどでも「最高顧問」と紹介されるようになった。上岡局長引退後の2000年6月9日放送分と、松本局長が新型コロナウイルスに感染したため収録を欠席した2022年3月4日放送分では局長代理を務めた。2005年8月5日放送分は出演予定だったが、本人が収録を忘れており欠席した。上岡局長時代の毎出演時の紹介は「なにわのモーツァルト」。顧問ではあるものの、番組に携わった期間としてはどの現役探偵局員よりも長い。最晩年まで出演を続けたが、2024年5月14日に93歳で死去した。生前最後の出演は同年4月19日放送分となった[38]。5月17日放送分のエンディングでは出演時の映像と共に追悼テロップが表示された[39]。5月31日には追悼番組を放送[40]。

##### 上岡局長時代に出演頻度が高かった顧問
- 福島正 - 1988年3月5日の第1回放送に出演。下記の中島と同様、職業は弁護士であるが、本業の都合で1回のみの出演だった。
- 中島健仁 - 弁護士。1988年3月12日の第2回放送からレギュラーの顧問として多数出演。自身の2年間アメリカ留学を機に番組を降板。帰国後も数回だけ登場した。
- 香川登枝緒 - 1988年5月28日放送分に初出演。番組黎明期に多数出演した。
- 若林正人 - 1989年2月2日放送分に初出演し、上岡局長時代終盤にかけて登場。
- 難波利三 - 1989年7月15日放送分に初出演。番組初期に登場していた。出演している映像は、DVDのvol.6に収録されている。
- 黒田清 - 1989年9月2日放送分に初出演。
- 浜村淳 - 1989年9月23日放送分に初出演。「『ありがとう浜村淳です』で自分の投稿作品が紹介されたのに聞き逃した」という依頼で、依頼者の自宅に行って番組を再現したことがある。
- 中島らも - 1989年11月18日放送分に初出演。調査してほしいことをリクエストすることがあり、1990年1月13日には「中島らもさんの素朴な疑問」として実際に放送されている。昔あったサツマイモ味の缶ジュースを飲みたいという依頼では、中島が保管していたものを提供している。
- 大島渚 - 1990年1月6日放送分に初出演。探偵!ナイトスクープアカデミー賞審査委員長の肩書きもあった。
- 掛布雅之 - 1990年4月28日放送分に初出演し、西田局長時代にも登場。初代阪神タイガース枠顧問。
- 大竹まこと - 1990年10月6日放送分に初出演。
- 福井敏雄 - 1990年12月1日放送分に初出演し、上岡局長時代終盤にかけて登場。元日本気象協会所属。独特の口調と俳諧のセンスで、関西で大人気だった「お天気おじさん」。番組冒頭で俳句を披露するのも恒例であった。横山ノック、キダ・タローなどが自称で「最高」「特別」などの冠をつけて対抗する中で「私はそんな恐れ多いこと、できません。平の顧問です」と固辞。カルト・心霊ネタで上岡が退席したときの顧問でもあり、そのときは真剣に狼狽していた。すべての依頼にまじめに、探偵をけなすことなくコメントしていた。
- オスマン・サンコン - 1993年1月8日放送分に初出演し、西田局長時代初期にも登場。正装で出演していた。小ネタ集の「墓場に浮かぶ白い物体=暗闇の中、笑顔で歯をむき出した姿」としても出演している。
- 吉村作治 - 1995年8月4日放送分に初出演し、上岡局長時代終盤にかけて登場。
- 景山民夫 - 1995年10月20日放送分に初出演。

番組初期は硬い社会派ネタを取り扱うことが多かったため、専門的な知識を持つ人物がアドバイスを行うという役割で顧問が登場した。そのため、顧問の大半が弁護士や大学教授、議員、文化人といった面々だった。また場合によっては1度の放送回に顧問が2人登場することもあった。

##### 上岡局長時代のゲスト出演
- 西村眞悟 - 1988年4月23日放送分に出演。出演当時は弁護士であった（のちに衆議院議員）。松本修チーフプロデューサーと大学時代の同級生という縁から出演した。
- 綾辻行人 - 1988年6月18日放送分に出演。
- 秋元康 - 1990年4月21日放送分に出演。
- ジャイアント馬場 - 1997年11月7日・11月14日放送分に出演。スペシャル顧問として迎えられた。
- 小錦 - 1998年7月24日・7月31日放送分に出演。その際は、普通の椅子でなく丸太のような椅子に座っての出演だった。
- 藤山直美 - 1998年8月21日放送分に初出演。西田局長時代、松本局長時代にも登場。
- 真弓明信 - 1999年6月18日放送分に初出演し、上岡局長の引退直前にも登場した。

##### 局長代理時代～西田局長時代に出演頻度が高かった顧問
- 中島誠之助 - 2000年6月23日放送分に初出演。
- 桂ざこば - 2000年11月10日放送分に初出演し、西田局長時代終盤まで登場した。西田局長と同じく涙もろい。
- ガッツ石松 - 2002年4月19日放送分に初出演。
- 葉加瀬太郎 - 2003年2月14日放送分に初出演。
- 桑名正博 - 2003年10月17日放送分に初出演。
- 田淵幸一 - 2004年2月13日放送分に初出演。
- 忌野清志郎 - 2004年7月2日放送分に初出演。翌7月9日放送分では、寛平とともに視聴率調査に参加した。
- 田丸麻紀 - 2005年9月2日放送分に初出演。
- ルー大柴 - 2003年11月21日放送分「まさか!?祖父がルー!?」という依頼で登場。2005年のアカデミー賞で助演賞にノミネートされたのち、2005年9月9日放送分に顧問として初出演。
- 泉谷しげる - 2005年9月16日放送分に初出演。
- 山田五郎 - 2009年4月19日放送分に初出演。
- 赤星憲広 - 2008年4月18日放送分「人生初のバントヒットを！」という依頼で依頼者のコーチ役として登場したのち、2010年4月9日放送分に顧問として初出演。
- 西田ひかる - 2011年12月23日放送分に初出演。
- 熊谷真実 - 2012年3月16日放送分に初出演。前述の通り、見習い秘書としても出演。顧問として出演する前に一度観覧席に座っていたことがあり、小枝に紹介されたことがある。
- 武蔵 - 2008年のグランドアカデミー大賞にスペシャルゲストとして出演したりVTRに多数登場したりしたのち、顧問としては2012年11月16日放送分に初出演。

##### 西田局長時代のゲスト出演
- 大木こだま・ひびき
- 舞の海
- 角田信朗 - 1999年3月5日放送分「世界最強!?徳田流格闘術」という依頼でレフェリー役として登場したのち、2001年4月13日に顧問として初出演。
- パパイヤ鈴木
- 大塚晶則 - ナイトスクープに顧問として出演した唯一のメジャーリーガー。
- 矢井田瞳
- 水谷豊 - 2008年4月25日放送分に西田局長が出演した映画『相棒 -劇場版- 絶体絶命! 42.195km 東京ビッグシティマラソン』のPRを兼ねて登場している。2010年12月24日にも映画『相棒 -劇場版II- 警視庁占拠! 特命係の一番長い夜』のPRを兼ねて登場。
- 大泉洋 - 2008年5月23日放送分に映画『アフタースクール』のPRを兼ねて出演。収録時に探偵たちから、“顧問と言うより、こっち側（探偵）の人”と言われた。2011年9月9日放送分には西田も出演する映画『探偵はBARにいる』のPRを兼ねて再出演。2015年5月15日放送分にも映画『駆込み女と駆出し男』のPRを兼ねて再出演した。
- 三國連太郎 - 2001年8月10日放送分に西田と共演する映画『釣りバカ日誌』のPRを兼ねて登場している。
- 桧山進次郎 - 過去に当番組へ登場した阪神タイガース関係者で唯一、現役時代に顧問として出演した人物。
- 竹内力 - 映画『釣りバカ日誌19 ようこそ!鈴木建設御一行様』のPRを兼ねて出演。
- 高橋克典
- 嘉田由紀子 - 当時滋賀県知事。2009年9月11日放送分に、西田局長が出演し、滋賀県内でロケが行われた映画『火天の城』のPRを兼ねて出演。琵琶湖博物館の研究員だった時代、VTRにも出演している。
- 米倉涼子 - 2010年2月5日放送分に映画『交渉人 THE MOVIE タイムリミット高度10,000mの頭脳戦』のPRを兼ねて出演。
- 中田宏 - 元横浜市長。
- 常盤貴子 - 2009年10月9日放送分に映画『引き出しの中のラブレター』のPRを兼ねて出演。
- 市原隼人 - 2010年5月21日放送分に当番組の構成作家・百田尚樹原作の映画『ボックス!』のPRを兼ねて出演。
- ビートたけし - 2010年5月28日放送分と2012年10月5日放送分に出演。自身の監督作品『アウトレイジ』と『アウトレイジ ビヨンド』のPRを兼ねて出演。
- 五木ひろし - 2010年8月27日放送分に自身の新曲『おしろい花』のPRを兼ねて出演。
- 宮藤官九郎
- 中村七之助
- 中山エミリ
- 佐々木蔵之介 - 2011年5月6日放送分に映画『岳-ガク-』のPRを兼ねて出演。
- 矢野燿大 - 2011年8月5日放送分に自身の著書『阪神の女房』のPRを兼ねて出演。
- 槇原敬之 - 関西在住時からナイトスクープファンだったと言い、初めて出演したときには、本人も感激した様子だった。2006年までに2回出演し、2013年1月18日に自身のツアー『Dawn Over the Clover Field』の宣伝を兼ねて約7年ぶりに出演した。2018年3月30日、4月6日の30周年記念特番にも出演。2019年にも出演を果たす。
- 吹石一恵
- 金本知憲 - 2012年11月30日放送分に初出演。冒頭で西田局長から花束が渡された。その後、2013年の『探偵!ナイトスクープ 25周年記念!グランドアカデミー大賞』にもスペシャルゲストとして出演した。
- 下柳剛 - 松村が担当した最後の依頼（前述）へ金本と登場した後に、2013年11月8日放送分で顧問として初出演。この出演によって、2000年代の阪神タイガースを支えた矢野・金本・下柳の「同級生トリオ」は全員、引退後に当番組で顧問を経験した。
- 柏木由紀
- 池脇千鶴 - 2008年5月24日放送分に、西田局長と共演する映画「丘を越えて」のPRを兼ねて出演。
- 上戸彩
- 堀内孝雄
- 本広克行
- ドラえもん - 2019年3月8日放送分に『映画ドラえもん のび太の月面探査記』のPRを兼ねて出演。[41]
- 山田善春 - 大阪市立生野工業高等学校の物理教諭で、当番組の物理ネタ担当としてロケに登場することが多いが、物理担当顧問としても一度だけ出演。
- 山本芳邦 - 山本香料株式会社代表取締役社長で、当番組の匂いに関するネタ担当としてロケに登場することが多いが、顧問としても一度だけ出演。
- 百田尚樹 - 当番組の構成作家（当時）であり、2014年1月10日放送分に出演。それ以前にも幾度かVTRに登場したことがある。

###### 元秘書の顧問
- 岡部まり：2024年7月26日放送分から顧問として復帰している。
- 松尾依里佳：2024年8月30日放送分から顧問として復帰している。

##### 元探偵の顧問
- 嘉門達夫：2002年3月29日放送分から顧問として復帰している。
- 北野誠：1995年の退局後、1996年5月3日放送分に顧問として登場しそのまま探偵に復帰。また、2009年の退局後、2016年4月22日放送分から顧問として復帰している。
- 桂小枝：2014年8月1日放送分から顧問として復帰している。
- 立原啓裕：2006年7月28日放送分から顧問として復帰している。
- 久本雅美：2016年3月11日放送分から顧問として復帰している。

## 依頼者
依頼した当時は一般人であったが、その後著名人となった主な人物を記載する。
- 黒木華 - 女優[42]
- なかやまきんに君 - お笑い芸人
- 島野りーみん - 競輪選手を経て現在はプロボクサー
- 数原魁 - ボートレーサー[43]
- 八幡愛 - タレント・政治家

## 視聴率
以下、特記のない限り、ビデオリサーチ調べ、関西地区・世帯・リアルタイム。
- 初回視聴率：8.6%
- 最高視聴率

1. 32.2%（1998年4月24日放送）
2. 31.2%（1998年3月6日放送）
3. 31.0%（1994年3月25日放送）
4. 30.7%（1997年6月20日放送）
5. 30.5%（1993年12月24日放送）

- 最低視聴率：4.6%（1988年9月24日、過去の放送回の再放送時）

※再放送を除いた最低視聴率は5.5%（第3回放送）
2000年代は毎週20%前後を保っていたため、『金曜ナイトドラマ』がネットワークセールス化した時点でも、制作局の朝日放送→朝日放送テレビだけは『金曜ナイトドラマ』を時差ネットのままとした（詳細は後述）。
テレビ番組全体の視聴率の落ち込みもあり、2018年時点では15%前後となっており、全盛期と比較すれば10ポイント程度落ち込んでいる。それでも関西地区では、週間視聴率ランキングでゴールデンタイムの番組に混じってトップ20入りすることがある。2016年5月27日放送分では松本人志が依頼者として登場することが前もってメディアで伝えられていたことから、通常よりも視聴率は大幅にアップし、平均視聴率20.2%、最高視聴率24.1%、占拠率は40.4%だった。なお、同番組が視聴率が20%を超えたのは2014年1月31日放送分の21.4%以来、2年ぶりであった。
2009年3月15日放送『探偵!ナイトスクープ ザ・ゴールデン』では「20年間の平均視聴率は20.1%」（同局調べ）と説明された。

## 代表的な依頼
依頼においてはDVDのレジュメにおいてジャンル分けされている場合があるため、ある程度これにならって依頼内容を以下のように分類する（依頼によっては、2以上のジャンルにまたがって分類される場合がある）。なお、放送日表記は朝日放送テレビ（関西ローカル）での初回放送のもの。また、基本的に調査は全てアナログで聞き込み調査や街頭インタビューなど基本的に人が行動して行う。地名なども基本は地図で調べている。電話番号を調査する場合ですら電話番号案内104を使用したり、電話帳を引いたりといった具合である。よって、インターネット検索といった手段は基本的に使用していない。これについてある顧問は「実際に専門家に尋ねれば1分もしないうちに解決する依頼もある」と断言していた。アナログ的な捜査（取材）の中、使用する電話が固定電話から携帯電話に変更した以外には、目新しい捜査及び情報技術の導入はほとんどない。

### 体力勝負型調査
探偵が体力を使うか、依頼者が体力を使うかで大きく分類が分かれる。時々探偵と依頼者の両方が体を使う場合もある。

#### 探偵が体を張った調査
カーネル・サンダース像救出作戦
1988年3月5日第1回放送時の3本目の依頼（DVD Vol.3に収録）。シリーズ化されて同年4月2日・4月23日の計3回放送 された後、総集編でも複数回取り上げられた。探偵は槍魔栗三助（生瀬勝久）。
「阪神タイガース低迷の原因は、1985年優勝時の騒ぎの中で道頓堀川に投げ込まれたサンダース像の祟りに違いない」という当時広まりつつあった都市伝説を取り上げ、救出作戦 と称して道頓堀川で複数回調査を実施した。
3月5日放送では探偵自ら潜水調査を実施。当時最新式の魚群探知機や金属探知機を投入したものの、カーネル・サンダース像は発見できなかった。4月2日放送では「近くの川でカーネル人形の上半身を見つけた」と滝川高生徒より依頼を受け調査したが、西舞子店のもので別物だった。4月23日放送では上岡局長から「カーネル・サンダースを引き上げるまでは帰ってきてはならん」と徹底調査の厳命があり、ダイバーを5〜6人投入して戎橋の下流約100mの範囲を4日間調べたが、ついに発見には至らなかった。
1989年12月30日放送の総集編にて「カーネル救出作戦」を再度放送したところ、「カーネル・サンダースは道頓堀川に沈んでいない」という情報が舞い込み、1990年1月27日放送分で再び行方を追った。この回では、「友人がカーネル・サンダース像を川へ投げ込んだ」という依頼者の女性が登場したが、友人は「犯罪だから出たくない」と出演を拒否。先述の「カーネル像は沈んでいない」との情報を寄せた女性や、カーネル像を沈めたという男性に電話取材し、次のようにまとめられた。
- 10人あまりの阪神ファンが、カーネル像をバースに見立てて胴上げしながら、ひっかけ橋（戎橋）まで持ってきた。
- ひっかけ橋へ着いたところで騒ぎは拡大。我も我もと胴上げに関わる人数が急増し、カーネル像の胴上げの勢いが制御不能になり、像は道頓堀川へ過って落ちてしまう。
- 落ちたカーネル像はすぐには沈まず、浮いていた。（材質がFRPで中が空洞という像の構造上、浮いていても不思議ではない）
- 落ちたカーネル像を助けようと、阪神ファンが道頓堀川へ飛び込み、浮いているカーネル像を川岸まで近づけ引き上げた。
- カーネル像を元の場所へ返そうとしたが、近くに交番（大阪府警戎橋派出所）があったため、返すに返せなくなってしまい持ち帰った。
- 持ち主は時効を待っている。

番組上では上記のようにまとめられ、結論とされた。しかし、ケンタッキーの店員が「ブクブクと沈んだ」と1回目の調査で証言している点や、引き上げた像をどのように運んだのかという点で食い違いや謎が残ることや、後に水底から実物が発見されたことなどを考えると事実とは異なる点も散見される。その後のスタジオ展開では、当時レギュラー顧問を務めていた中島健仁弁護士を巻き込み、法的な問題に関してまで踏み込んだ言及を行った。番組ではこれ以降、カーネル像に関する情報は新しく扱っておらず、当初から一貫して探偵を務めた生瀬は、このVTRをもって最後のカーネル調査となった。「祟り」自体は関西人好みのジョークであったが、このネタが放送されたことで「カーネル・サンダース（像）の呪い」の都市伝説が定着した。調査放送から21年後の2009年3月10日に上半身、翌3月11日に下半身と右手が水辺整備事業中の工事関係者により発見され、それに関連した映像が2009年3月15日放送『探偵!ナイトスクープ ザ・ゴールデン』の冒頭で流された（詳細はカーネル・サンダースの呪い#カーネル像の発見を参照）。
視聴率調査
「毎週ナイトスクープを見ております」と依頼文に書いてある視聴者が本当にナイトスクープの番組を見ているかどうかを確認すべく、放送している深夜の時間帯に視聴者の家を訪れチェックする。1989年10月にこの調査シリーズが始まって以降は「できるだけ見ております」や「見られるときは見ています」と書いてある依頼文が増えたという。後に、依頼者とは関係なしにナイトスクープの番組放送時間内にできるだけ多くの一般民家を訪問し、ナイトスクープを見ているかどうか確認する調査へと変化した。正式には俵太探偵→寛平探偵のお家芸であるが、他の探偵が担当することもある。また、別の依頼の最中（何かしら結果までに時間がかかる等）に依頼人の近所で突発的に行うケースもある。系列局ではないがゴールデンでネットしていた局で実施したケース（テレビ高知）もある。
おならで奏でる?「探偵!ナイトスクープ」
2008年5月30日放送。探偵はたむらけんじ。依頼者が勉強中にうっかりおならをしてしまい、それを聞いた友人が「今のはソ#の音」と言ったので、オナラを集めればドレミ音階ができ、さらにはナイトスクープのテーマソングも演奏できるのではないか、という趣旨の依頼。
ロケ当日、依頼者は「高校の入学式があるので来られない」という理由で収録には来なかった。また、同じ部屋では三谷幸喜が出した依頼のロケも行われていた（探偵は桂小枝）が、小枝に「そんなもんやめてまえ!」「三谷さんに失礼やないか」「お前アホやろ!?」と罵倒されていた。
おならの音を集めることはできたが、高音域が足りないということで、「ヘリウムガスでおならの音は高くなるのか」という別の依頼の調査も兼ねて高音域を出そうとしたがうまく出せなかった。そして、おならの音で演奏されたテーマソングを、オープニングに乗せて流したところ、客席は大爆笑に包まれた。

#### 依頼者が体を張った調査
チチヤスヨーグルトのフタの謎
1993年5月21日放送。探偵は桂小枝。阪神高速空港線沿いにあるチチヤス（当時はチチヤス乳業、現在伊藤園の子会社）大阪支社の屋上に設置されていたヨーグルトの容器を模した巨大な看板（現在は撤去）がある。その看板の側面に「製造年月日は上蓋に記載」と書いてあるが、本当に書かれているかどうか調べてほしいとの依頼。大阪国際空港の間近ということで探偵と依頼者は上から確認するために東京行きの飛行機に搭乗。しかしチチヤスとは反対側に離陸してしまい確認できず。「離陸が反対なら着陸時に確認できるはず」と東京から折り返し大阪に向かおうとするがGWのため満席。やむなく徳島空港まで行き、そこから大阪空港まで搭乗するも、はっきり確認できなかった。やむをえず、直接会社を訪れ確認すると蓋がないことが判明。看板に偽りがあってはダメということで小枝が手作りで蓋を作成し看板上部に設置した。しかし、スタジオで上岡局長から最後のカット（近場にある看板より高い場所から小枝と取り付けられた蓋を捉えたカット）をどこから撮ったのか指摘され、小枝は近隣の生コンクリート工場にあった鉄塔から望遠撮影したと釈明すると、上岡局長に「（初めから）いきなりそこへ行け!」「東京行と徳島行、徳島から大阪の飛行機代は君の実費とする!製作費からは一銭も出さん!」「君のギャラから引いとくから、これから一年間タダ働きしろ!」「一生（看板の上に）登っとれ!」と笑いながら責められるオチが付いた。なお、看板の下にあたるビルの3階部分は飛行機がすぐ真上を通過する理由から部屋として設計されていない事がスタジオで説明されている。この設置作業は夜で高所で強風が吹きつけ、さらに直上を飛行機が爆音を立てて飛ぶため小枝の怖かった体験として後々の依頼でも「チチヤスより怖い」と比較されることがある。
なお、この時の依頼人は漫画家の西炯子。DVD Vol.6に収録。
謎の爆発卵
1993年12月24日放送。探偵は桂小枝。「友人が電子レンジを使ってゆで卵を作ったが、食べようとした瞬間に爆発したらしい。そのゆで卵を作ってみたい」というもの。探偵ばかりでなく、依頼者、その友人も犠牲になった。また、この放送日はクリスマスイブや年末年始が要因で、在宅率が高かったこともあいまって、視聴率30.5%を記録した。ロケ取材は8月に収録が行われていたが、朝日放送社内で「危険な行為になることに繋がりかねない」と問題視されお蔵入り寸前であったものの、年末最後の放送にて、VTRが1本足りないことが判明。お蔵入り寸前になっていたこのVTRを放送したものである。
放送する際に「危険ですので真似しないで下さい」というテロップを何度も流すというスタイルを取っている。
この放送をきっかけとして関西地方では「電子レンジでゆで卵を作るのは危険である」と転じて啓発され、定着する結果となった。DVD Vol.1に収録。
依頼者は第3回探偵!ナイトスクープアカデミー大賞 主演男優賞作品に選出。この依頼は特番『探偵!ナイトスクープ リターンズ』で再度放送された。
2013年12月31日、「年忘れファン感謝祭2013」において、桂小枝が選ぶベスト3VTRの1位として再度放送された。
泥舟は本当に浮くのか?
2008年7月11日放送。探偵は北野誠。大阪府の男性から、2歳になる娘に嫁は毎晩、読み聞かせている童話の中に“カチカチ山”がある。悪さをしたタヌキが、仕返しに「泥の舟」に乗せられて沈んでしまう話だが、その泥舟のことで嫁と口論になった。泥舟は沈むのが当たり前と考える嫁は、作り方によっては浮くという私の主張を取り合わず、うそつき呼ばわりする。泥舟は浮くということを自分の体を張って証明したいというもの。
ナイトスクープの物理担当である大阪市立高等学校教諭の山田善春の設計どおりに泥船を作った結果、約8分間浮くことができた。
声でグラスを割る男!?
2013年1月25日放送。探偵は石田靖。ヘビーメタルシンガーをしている男性（キルビルPainB.B.、本業はボイストレーナー）がここ数年追い求めていた目標である「声でワイングラスを割る」事に成功したという。本人によると、日本人では初で世界でも5人目の快挙らしい。これは番組の依頼募集項目の最後に出ている「特ダネ」だと思うので、この瞬間を撮影して自分の偉業をアピールしてほしい、という依頼（ナイトスクープに依頼した理由は、依頼者本人が大ファンであったため）。依頼者のキャラもあって最初は半信半疑の石田であったが、いざ実行すると依頼者の声でワイングラスが振動し、それによって中に入れたストローが落下するさまを見て驚嘆。そして声でグラスを割ることに成功し、「特ダネ」映像の撮影に成功した。なお、同様の肉声でグラスを割る映像は2005年にアメリカでディスカバリーチャンネルの番組『怪しい伝説』でも撮影に成功している。DVD Vol.15に収録。
ギネス更新!?高速指パッチン
2016年11月4日放送。探偵は石田靖。依頼者の藤村聡之によると、自分には高速で「指パッチン」ができるという誰にも負けない特技があり、ギネス世界記録（当時の記録は1分間に278回）を超えられると思うので、この「指パッチン」の回数を正確に計測するのを手伝って欲しい、という依頼。実際に初回のロケで鳴らした回数を計測すると549回であり、ギネス世界記録を大幅に更新した…と思ったら、ギネス世界記録では「片手で1分間」ということであった（当日のロケでは左右両手で行った）。ロケ後に再び依頼者の元へ行き、改めて右手のみで行った結果、292回を計測し、ギネス世界記録を上回った。ただ、その時点ではギネス世界記録に記録挑戦の申請をしておらずこの記録は非公式扱いであったことや、記録を公式に認定してもらうためには公式認定員立ち合いの元で挑戦する必要がある、とのことで、同年末の特番『探偵!ナイトスクープ 年忘れファン感謝祭2016』の収録日（12月23日）にこの依頼者と公式認定員をスタジオに呼び、実際にその場でギネス記録に公式に挑戦することになった。専門家を交えて検証した結果、片手で1分間に296回を記録したと確認されたためギネス新記録として認定され、その場で認定証が手渡された。また、ギネス世界記録の公式ホームページでも正式に公式記録挑戦時の写真と併せて「SATOYUKI FUJIMURA」「2016年12月23日、日本、大阪の探偵!ナイトスクープのセットで達成（※記述は英語）」紹介されたほか、YouTubeでも公式記録挑戦時の映像が公開された。なお、指パッチンのギネス記録については、のち2018年9月13日にドイツ人とみられる男性が334回で記録を更新した。

### 人物来歴・歴史再発見型
「浪花のモーツァルト」の誕生
1990年2月17日放送。探偵は嘉門達夫。「キダ・タローが他のタレントから『キダ・タロー先生』と呼ばれるのは何故ですか?」という依頼をもとに、キダ・タローの生い立ちから現在（1990年）までの足跡をたどった。このときの取材を元に「浪花のモーツァルト、キダ・タロー」というフレーズが誕生し、さらにそこからCM、CDなどが企画された。
なぜ浪花の「モーツァルト」なのであるかというと、かつての朝日放送の名番組『ラブアタック!』（上岡司会）での「早食い競争」のコーナー用のキダ・タロー作曲のBGMが、モーツァルトの代表曲の一つ「アイネ・クライネ・ナハト・ムジーク」とモチーフが共通しているという松本プロデューサーの指摘が発端。「キダ先生が200年早くこの世に生まれていたならモーツァルトは「ウィーンのキダ・タロー」と呼ばれていただろう」という松本による言葉で決定付けられたといっても過言ではない。
なお、「浪花のモーツァルト」の呼称はCD発売によって広く認知されている。ただ、本人は当のナイトスクープで一度「本当は難波のショパンと呼ばれたかった」と語っている。DVD Vol.3に収録。

### 調査・新発見型
日本全国アホ・バカ分布図
1990年1月20日放送の依頼「アホとバカの境界線を探せ」に始まる、全国地域の「馬鹿」に相当する方言を収集するプロジェクト。きっかけは「関西では『アホ』、関東では『バカ』と言うけれど、その『アホ』と『バカ』の境目はどこ?」という依頼。
全国の主要都市を調査し、「アホ」と「バカ」の境界に「たわけ」（名古屋周辺）が発見された、などが北野誠探偵によってとりあえず報告された。しかし、上岡局長（当時）が「では、『たわけ』と『バカ』の境界線はどこなんですか。きっちり調べなさい」と言ったことから、再度、視聴者からの情報投稿や全国の市町村の教育委員会への方言のアンケート調査など、大規模で本格的な調査を行うこととなった。その結果が1991年5月24日放送の特別番組「全国アホ・バカ分布図の完成」にまとめられた。
実際に詳しく全国の地域を行脚、調査をしてみると、京都を中心とした、同心円状に離れた同じ距離の違う地方で同一の方言が使われていたことが判明するなど、方言周圏論の検証例として国語学上大変貴重な調査結果を出すことができた。この放送内容は後に日本方言研究会でも取り上げられるなど、大きな反響を呼んだ（「馬鹿」・「阿呆」「蝸牛考」の項目も参照）。
投稿から調査・研究がなされ、発表されるまでの過程は、その結果とともに、松本修プロデューサーによって『全国アホ・バカ分布考―はるかなる言葉の旅路』（太田出版、新潮文庫）に余すところなく収められ、後にビデオ化までされた（現在は廃盤）。
1991年日本民間放送連盟賞テレビ娯楽部門最優秀賞受賞・第29回ギャラクシー賞選奨・第9回ATP賞グランプリ受賞。
調べてくださいシリーズ
1991年頃から始まった。探偵は越前屋俵太。市井の人々からさまざまな意見を引き出すコーナーで、インタビューに終始するものである。始めの頃は、上岡に「ただインタビューしてるだけやないか!」と強烈な批判を浴びていたが、そのたびに俵太が、「町の人の意見を引き出すことも重要」と説得し、次第に上岡も認めるようになった。テーマは依頼者が決め、過去には「雪」「こだわり」「東京の人々」「働く人」などさまざまなテーマで放送された。俵太探偵が降板したと同時に、このコーナーも消滅したが、インタビューに終始する似たような形式のVTRは現在でも放送されることがある。
枚方VS寝屋川 どっちが都会か?
1994年10月7日放送。探偵は北野誠。京都在住の依頼者が「京阪電車の中で、枚方市と寝屋川市のどちらが都会か?」という論争をしているのを聞いて、枚方市民と寝屋川市民は常にこのような論争をしているのか調べてほしい、という依頼。寝屋川市民からは「（枚方市民は）クサい」という声があった一方で、枚方市民からは「（寝屋川市民は）ガラが悪い」という声が出るなど、市民間では大論争に発展した。しかし、ラストシーンではその論争を聞いていた高槻市民から「目くそ鼻くそ」と言われてしまった。大阪人のノリの良さがうかがえる依頼。なお、この日の顧問だったキダ・タローは「兄が住んでいる」という理由で寝屋川市を推していた。
林先生のお料理
依頼の中には「コレを料理したらどうなるのだろう」「新食材発見!」などの調理に関するものも多数あり、その場合には林裕人（2009年5月までは林繁和）辻学園日本調理師専門学校主任教授 → 大阪府洋菓子協会副会長の出番となる。1994年9月2日放送の「母乳でお菓子を作る」という依頼で初登場。「いやだ、受けたくない」「できるわけがない」「料理人がする事と違う」等と断ろうとするが、探偵達が断らせてくれないのが常で、拒否する林に対し探偵が「できないから逃げているんだろう」「大したことないな」「所詮はただのおっさんだな」「違う料理の先生に頼むからいいわ」といった類の挑発をふっかけて、なにくそとばかりに林が「（俺に）できない事なんてないわ」「じゃあ、やってやる」と引き受けるという流れも一つのお約束になっている。
ドブガイ料理（服部緑地産巨大シジミとして持ち込まれた、DVD Vol.6 〜巨大シジミ発見!?篇に収録）やウミウシ、巨大ナメクジ、ジャンボタニシの卵、異臭を放つオオマリコケムシ（数万個の個体がコロニーを成し、寒天質の分泌液をもつ）、果ては（チャップリンの「黄金狂時代」ばりに）フェラガモの革靴といった無茶苦茶な素材の依頼でも「これでメインがドブガイじゃなければ」といわれるほど見事な料理メニューに仕上げ、「等身大サイズのチョコレート」、「子供の足を食材で再現」といった無理難題や、「マンホールの蓋でワッフル」（DVD Vol.13に収録）、玩具の「ママレンジで料理」（DVD Vol.13に収録）、「登り窯で巨大フランスパン」といった無茶苦茶な道具や施設を使っても「弘法筆を選ばず」、素晴らしい腕前を披露している。口も達者なため人気は高く、番組の顧問としてもしばしば出演するようになった。林はこの番組で認知度を爆発的に上げることにもなり、関西地方を中心に単独でレギュラー番組を持つことも増えた。なお、林の起用については2008年夏の特番で、初登場時に裏番組『料理の鉄人』が視聴率で当番組を追い上げており、それに同じ料理人で対抗する狙いがあったことが明かされた。
30代の女性はピンク・レディーを踊れる?
2001年2月9日放送。探偵は間寛平。2000年の大晦日に放送された『第51回NHK紅白歌合戦』に復活出演したピンク・レディーを見た依頼者から、「30代女性は、みんなピンク・レディーの曲に合わせて振りまねができるのか」という依頼が来た。寛平が各地の商店街で調査したところ、最初は嫌がっていた女性たちが、ピンク・レディーの曲が流れ始めると自然に体が動き出し、完璧に踊れることが実証された。中には一度も一緒に踊ったことがない女性同士が、見事にミーとケイに分かれて踊ってしまうなど、この世代の女性たちが如何にピンク・レディーに熱中していたかを窺わせる場面もあった。DVD Vol.7に収録。なお、このとき同時に「30半ば - 40半ばの男性はヌンチャクが使える?」という依頼も放送された。
赤ちゃんが泣き止む
2001年11月30日放送。探偵は立原啓裕。「赤ちゃんがタケモトピアノのCMを見ると突然泣き止むので、他の赤ちゃんも泣き止むのか調べてほしい」という依頼があり、数十人の赤ちゃんに試した結果、大半の赤ちゃんが泣き止むことが立証された。なお、この後「何故泣き止むのか?」という追加の調査も行い、踊り、ピアノの音などさまざまな要素を試した結果、原因は財津一郎の歌う声質が、ちょうど赤ちゃんの好む領域の声質であるのと、音が鳴り出すタイミングと止むタイミングが最も赤ちゃんの注意をひくものである、ということである。DVD Vol.5 〜養老の星 幸ちゃん篇に収録。
そして2006年4月28日放送分では、タケモトピアノに次ぐ赤ちゃんが泣きやむCMとして、キユーピーの「たらこパスタソース」のCMソングで泣き止むことも立証された。両方とも放送後、ネットや口コミで広がり、関東の全国区の番組で紹介された。その後、両方とも「タケモトピアノの歌」・「たらこ・たらこ・たらこ」という曲名でCD化されている。また「タケモトピアノの歌」を元にタカラトミーが鈴木松美（日本音響研究所会長）と共同制作したCDが、赤ちゃんがすぐに泣き止むものとして『がっちりマンデー!!』（2007年4月29日放送）で紹介された。なお、このように取り上げられた楽曲が後に大ブレイクというパターンの元祖は1998年放送の「おさかな天国」を取り上げた放送である。
携帯電話からエーアイアイ!?
2006年8月4日放送。探偵は竹山隆範。依頼者の主人が持つ携帯電話のカメラシャッター音の一つに、「撮ったのかよ!」と男性が叫ぶものがある。しかし、依頼者の2人の子供たちは「エーアイアイ」と聞こえると言い、最初はそう聞こえなかった依頼者も「エーアイアイ」と聞こえるようになった。なぜそう聞こえるのか、原因を調べて欲しいというもの。日本音響研究所所長の鈴木松美までもが登場する本格的な調査となった。この時の依頼に使われていた機種はNTTドコモのSH902iである。DVD Vol.12に収録。
関西人シリーズ
主に小ネタとして使われる一発ネタで、いわゆるあるあるネタの元祖とも言える。「関西人は鉄砲を撃つフリをするとノリで死んでくれる（刀で斬るフリをすると死んでくれる）」「関西人は大げさな表現を『ウソォ』と尋ねる」「関西人はテキトーに話をあわせる」「関西人は『関西電気保安協会』をCMの節なしでは読めない」など多数。この中で、関西人以外に同じようなもので「○○世代は」というものもあり、前述のように「30代女性はピンクレディーのUFOの振りが完璧」「同じく30代男性はヌンチャクが扱える」などといったものである（顔までブルース・リーそっくりな人も現れた）。
御堂筋全国都道府県調査
2008年7月11日放送。探偵は松村邦洋。依頼者が長崎県出身で、先日淀屋橋で道路交通量調査のアルバイトをしていたところ、ふと町を行く人の中に、自分と同じ長崎県の人がどれだけいるか気になり、さらに地方出身者がどれだけいるのか気になったので、一定の時間内で御堂筋を通る人々に調査を行うことになった。松村が御堂筋を約3往復して、47ある都道府県のうち39の都道府県の出身者を抽出することができた。しかし、局長の西田の出身地である福島県を含む東北地方の県出身者は一人も現れなかった。
北海道と沖縄では体重が変わる!?
2008年11月7日放送。探偵は石田靖。愛媛県に住む依頼者の妹は現在、静岡で下宿中。その妹が同じ日に計った体重が、愛媛と静岡で違うと言い出した。静岡から愛媛に帰ると体重が減り、静岡に戻ると体重が増えるらしい。南下すると体重が減り、北上すると体重が増えると考えているようである。そこで北海道の宗谷岬と沖縄本島の喜屋武岬に行き、“としゆきくん”（人形）を用いて同じ条件で計量した。結果は沖縄で計量した結果のほうが約300グラム軽くなった。これは遠心力と重力の働きによるものである。
新種の魚、発見!?
2010年5月14日放送。探偵は田村裕。鹿児島県に住む24歳の依頼者が坊津でダイビング中に、ひざ下ぐらいの浅瀬で変な泳ぎ方をしている魚を発見。怪我をしているのかと思い大事に捕獲して近くの水族館に行き、専門家の方に魚の種類を聞いたが「こんな魚は見たことがない」と言われた。その日のうちに魚は死んでしまったためホルマリン漬けにしてもらったが、誰に見せても「見たことがない」と言うので、新種の魚かもしれないので調べて欲しいという依頼。そこで長崎県にある西海区水産研究所に持ち込んで調べてもらったところ新種ではなく、ナガチゴダラという深海性のタラの稚魚であった。しかし、今まで大人の標本しか見つかっておらず卵から稚魚にかけての子供の時期は謎であったため、依頼者はナガチゴダラの稚魚を標本として世界で初めて発見したことが判明。また調べた研究者は偶然にも学生時代から稚魚を探し求めており、依頼者が撮った生存時の写真とともに学術的価値があるとして実際に「南日本から得られたナガチゴダラの浮遊稚魚の記載と生時における体色の特徴（※記述は英語 : Description of a Pelagic Juvenile Specimen of Gadella jordani (Actinopterygii: Gadiformes: Moridae) from Southern Japan with a Note on the Color in Life.）」という題で論文を書いて発表した。また、Acknowledgments(謝辞)の部分には依頼者と田村探偵、そして番組名が記載されている。
葉っぱに浮き出た謎の文字!?
2011年6月3日放送、探偵は長原成樹。ある女性からの依頼。5月のある日、部屋の観葉植物に謎の文字が浮き出ていることを発見した。その文字は2月のカレンダーに依頼者自身が記入した文字とそっくりであるが、依頼者自身も家族も覚えがないという。長原が専門家を招集。植物学的見地から植物館の館長、光学的見地からプロカメラマン、さらには超常現象的見地から大阪スポーツ新聞 超常現象担当記者を招集して意見を求めたところ、いったんは大スポ記者の「宇宙からのメッセージ説」に傾きかけた。しかし最後に細胞学的見地から博士号をもつ専門家（肩書は大阪大学大学院 工学研究科 生命先端工学専攻 細胞動態学領域研究員）に意見を求めたところ、「カレンダーに文字を書いた時に、観葉植物の葉がカレンダーの裏側に挟まっていることに気が付かず、ボールペンの筆圧で書いた文字の部分だけ、葉の細胞組織が死んで文字が浮き上がったのではないか？」と推測した。「宇宙からのメッセージ説」を強硬に唱える大スポ記者が抗議し、「これは大阪大学と大阪スポーツの対決だ」として徹底検証を主張。大阪大学大学院で検証を行うこととなった。2月のカレンダーの文字記入部分の裏側から葉の成分である葉緑素が検出され「大阪大学 対 大阪スポーツ」は大阪大学に軍配が上がった。
生き別れた双子
2024年6月21日放送。探偵はゆりやんレトリィバァ。北海道の女性(32)からの依頼。女性の母は双子で生まれたそうだが、生まれてすぐ養女として別の家に引き取られた。そして20歳を過ぎた頃、たまたま町内に顔も声も体型もそっくりな女性を見つけた。母は、その女性がおそらく双子だろうと勝手に結論付け、それ以降40年間、彼女と親密なお付き合いを続けている。母と母にそっくりな彼女が本当に双子かどうかの真相は分からないまま、2人は還暦を迎えた。戸籍も確認したが分からなかった。2人は本当に双子なのか? 母が元気なうちに真相を知りたいというもの。
2人は年齢は一緒でも、戸籍上の誕生日が異なる。しかし小さい頃の写真もそっくり。しかも初めて会った時から、喋り方も声も瓜二つで、同じものを買っていたり、同じ歯を治していたり、好物も嫌いな物も一緒と判明する。ところが2人はDNAを調べてもし違っていたら困ると打ち明ける。その後の調査の結果2人のDNAがすべて一致。一卵性の双子である事が判明した。

### 視聴者の疑問や悩みに答える（夢を叶える）
小ネタ集
解決が簡単すぎる（もしくは解決の必要は無いが面白すぎる、解決に至る手法が困難に過ぎるためギャグでお茶を濁すことしかできない）ため、単独ではレポートとして成立しそうにないネタを寄せ集めて連続で紹介する（大体5 - 6本程度）。主に「確かめてください」「見に来てください」などの依頼がこれにあたる。主に桂小枝が担当するが、他の探偵もこれを担当する場合がある。初の小ネタは1989年1月21日に放送。秘書が依頼文を読まない（探偵がいっしょうけんめい盛り上げながら読み上げる）コーナーでもある。1998年10月30日放送では素人時代のなかやまきんに君が、2008年5月30日放送では『ザ・マジックアワー』の宣伝も兼ねて三谷幸喜がそれぞれ依頼者として出演したこともある。
特に、小枝が小ネタ集を担当した場合、秘書が「小枝探偵による爆笑小ネタ集…」と言っただけで客席やレギュラー陣から拍手喝采が沸き起こり会場は大歓声に包まれる。また、1995年1月13日放送では、「爆笑!特ダネ発表会」と題して超小ネタ13連発を放送した。
エンド5秒が分からない
探偵は主にたむらけんじが担当していたが、たむら退局後は別の探偵が担当している。ナイトスクープのエンディングで探偵達がギャグなどを5秒で披露する通称エンド5秒。このギャグなどを見た後に理解が出来ない他モヤモヤすることが多いという依頼者の元に探偵が駆けつけ収録日から一年ほどのエンド5秒を流してどういう意図と意味があるのかを解説する過去6回不定期で放送される依頼。中でも真栄田が女性の下着を身に付けて行うギャグを疑問に持つ依頼者が多い。この依頼があった回のみ、普段はエンド5秒をカットしている放送局でも特別にエンド5秒が流れる。
ラインバックは死んだのか
1990年9月1日放送。探偵は越前屋俵太。かつて、阪神タイガースに所属していたマイク・ラインバックが車ごと崖から転落して死亡した、という記事が日刊スポーツに掲載された。だが、その記事があまりにも小さく信憑性に欠けるものだったのでどうか真偽を調べてほしい、という依頼。
調査の結果、ラインバックは阪神を退団後、コンピュータ会社に就職するも妻との離婚や実父の死などの不幸に見舞われたことが明らかに。俵太と依頼者はアメリカへ飛び立ち、ラインバックの勤めていた会社を探し当てるが、そこで現地の社員から「彼は1年半前（1989年5月20日）に事故死した」と聞かされる。39歳であった。その後、依頼者の希望によりラインバックのお墓参りに向かう。依頼者が「ヘッドスライディングした1塁の土です。思い出しますか?」と涙を流しながら甲子園球場の1塁の土をラインバックの墓石にかけるシーンは多くの人の感動をよんだ。後に「涙を流した瞬間に体を逆さ吊りにすれば涙を反対の目に入れることができるか」という小ネタ（1993年4月9日放送）で、横山ノックに涙を流させるためにこのVTRを見せていた。
これが本当のぶらり旅
1992年6月12日放送。探偵は越前屋俵太。「テレビで放送される旅番組はどれも観光案内かのようにありきたりで楽しくないため、ナイトスクープ的なウキウキする新しい旅番組を作ってほしい」という依頼に応えるため、悩んだ末に企画されたのが、用意した地図に向かってダーツを投げ、ダーツの刺さった地域を訪れるという旅番組「俵太のダーツにおまかせ!!ひとり旅」。いざ投げたダーツは紀伊水道の四国寄りの海の位置に刺さってしまうが、俵太はそれをものともせず、スーツ姿で海中から登場。和歌山県日ノ御埼へと向かい、上陸後は町の人々と交流をかさねながら数人のゲストとともに旅のリポートをしていく…という内容。このスーツ姿で海を泳ぐ映像は後にオープニングにも採用された。
この企画においては近畿圏の地図が用いられたが、全国版の日本地図でも、世界地図でも、地球儀でも可能であるという企画の幅がきくところを上岡は評価していた。これをうけて、俵太は「業界関係者の方、どんどんマネしてください」とのコメントを残している。DVD Vol.13に収録。
なお、この放送から数年後の1996年に放送開始となった『1億人の大質問!?笑ってコラえて!』では、酷似した企画「日本列島 ダーツの旅」を放送。「俵太のダーツにおまかせ!!ひとり旅」が原型となっているとの噂があった。2008年10月18日の『探偵!ナイトスクープリターンズ』でこの回が再放送された際には、岡部まりと当時の回想を求めた三代澤康司（朝日放送〈当時〉アナウンサー）とのあいだで「この企画が他局の番組に採用された」という趣旨のやりとりがなされている。
日本一周の旅に出た息子は今?
1994年2月11日放送。探偵は立原啓裕。依頼者の息子は、大学受験に失敗して、もう一度自分を見つめ直すために、歩いて日本一周する旅に出た。ほぼ毎日電話が掛かってくるが、10カ月も息子の顔を見ていない母としては心配で仕方がないわけだが、実際に顔を合わせてしまうとせっかく自立心が芽生えた息子に里心を芽生えさせることになってしまうことにもなるので、何とか息子に気付かれないように、どんな生活をしているのかをこっそりと覗いてみたいという依頼。依頼者はロケに同行し、正体が分からないようおき太くんの着ぐるみで変装していたが、ロケ当日深夜に川田駅でSTBしていた息子の姿を見るや、着ぐるみのまま泣きながら息子を抱きしめていた。
黒柳徹子も絶賛した程の名作。黒柳が30周年記念特番でVTR出演にてお祝いのコメントを寄せた際に、橋本直がノートパソコンを持参し、改めて黒柳本人にその依頼を鑑賞してもらった。第3回探偵!ナイトスクープアカデミー大賞 主演女優賞作品にも選ばれている。DVD Vol.3に収録。
素晴らしき車椅子の旅
2001年4月6日放送。探偵は北野誠。車椅子生活を送っている中学生の娘が、生まれて初めての一人旅をしたいと言い出した。しかし娘を一人で送り出すのは不安なため、探偵に娘をフォローしてほしい、という依頼。
依頼者の住む大阪府羽曳野市から祖母の住む愛媛県四国中央市まで、電車と船を何度も乗り継ぐが、今回は依頼者の家族の同意を得て、北野も車椅子に乗り同行した（もちろん、周りに迷惑が掛からないように細心の注意が払われた）。普段なら気にも止めない街中の段差やスロープでかなり体力を消費してしまい、思わず「しんどい」と北野がこぼすと、娘に「くじけんなよ」と返されてしまう場面もあった。DVD Vol.2に収録。
日本民間放送連盟賞最優秀賞（エンタテイメント部門）受賞作品。
空手の母は強し
2002年6月21日放送。探偵は石田靖。息子を女手一つで育ててきた依頼者が、息子に強い母の姿を見せるため、そして息子に強くなってほしいがため、空手の30枚割（瓦ではなく板）に挑戦するエピソードである。依頼の導入部分では、偽の板を30枚割って見せればいいというような非常に中途半端な取り組み姿勢をみせる依頼者に対して、石田がその姿勢をたしなめ、本物の板を使用しての30枚連続割りに挑戦することとなった。最初は板1枚すら割れないような非力さであったが、正道会館の子安慎悟の指導の下、30枚連続割りを成し遂げた。その姿に子安は感極まり、息子に対して、「見てたよね？ お母さんは30枚成功して、強いよ。でももっと強いのは、いつもご飯を作ってくれたり、ここまで大きく育ててくれたことだよ。それがいちばん凄いんだ。だから今度は君が空手を頑張って、お母さんを守っていけるように強くなろう」と語った。依頼者の母親としての強さと子安の言葉、そしてあふれる説明のつかない感情に不意に泣いてしまう依頼者の息子の姿は視聴者の大きな感動を呼んだ。VTR終了でスタジオの映像に戻るときには、お約束の西田局長のアップになり、あまりの感動に「ばかやろー」「ちくしょー」と叫び、会場の爆笑を誘った。「探偵!ナイトスクープ アカデミー大賞」の候補にも選ばれた。「DVD Vol.5 〜養老の星 幸ちゃん篇」に収録。
遥かなる競輪老女
2002年11月15日放送。探偵は北野誠。依頼者の女性は（放送時点で）約40年前に廃止された、（昭和期）女子競輪の元選手。近く娘が結婚することになったので、そのはなむけに「バンクを走る母の雄姿をもう一度見せたい」という依頼。現役時代のシューズなどは自宅に残していたが、日本自転車振興会に寄贈した自身の自転車やトロフィー、優勝メダルなどは競輪学校（当時）に資料として保管されていたことが分かり、久しぶりに競輪学校を訪問することになった。廃止された1964年以来約40年ぶりに自身の自転車に跨るも、リムは木製であったためすぐに壊れてしまった。改めてリムを交換し自転車に跨り、そして当時在学中であった生徒にもカツラを被り女装するなどして協力してもらい、最後は娘の目の前で1着でゴールイン、雄姿を見せつけた。
実はこの依頼者の娘は、高校生の時にソウルオリンピック（1988年）にて競泳女子日本代表（女子400m個人メドレーに出場）として出場した元競泳選手の原田裕代（英語版）であったが、依頼者としては水泳でオリンピックに出たことよりもプロの競輪選手のほうが凄いと考えおり、依頼者本人も「現役時代は毎日、当時自宅のあった西宮から山崎まで片道約50キロの道のりを自転車で走って練習した」と語っていたほか、自伝でもその旨の記述がある。
まさか!?祖父がルー!?
2003年11月21日放送。探偵は桂小枝。依頼者の娘である中学生が大のおじいちゃん子であり、そのおじいちゃんはルー大柴にそっくりという。しかし、おじいちゃんが他界した後、娘に元気がないため、ぜひルーさんを娘に会わせてほしいという依頼。
実際にルーと対面した依頼者の娘は一緒に話をしたり、夕食を作るなどごく自然に過ごし、またルーも普段のキャラを封印し、祖父として接した。その結果、娘がルーに対し「おじいちゃん」と無意識に呼びかけるシーンや、「夢を見ているみたい」とつぶやく場面もあった。この様子をモニターで見ていた依頼者とその母はたまらず落涙。横にいた小枝も涙を流すという、異例の事態となった。家族と別れるときにはルー自身もたまらず涙した。VTRを見た西田局長が最後につぶやいた「ルーさんって、ホンマはエエ人なんやねえ…」という言葉どおり、関西においてルーの好感度は目に見えて上昇したという。また、ルー自身ものちにこのときのことを振り返って「今までいろんな仕事してきたけど、この番組は本当にすばらしい番組ですよ」と語っている。近年の大感動ネタにあげられるひとつ。
後に2007年5月18日放送の『笑っていいとも!』のテレフォンショッキングのコーナーにルーが出演した際、依頼者の娘から電報が届き、この時のエピソードを語っている。2007年12月14日放送分でルー自身が「（再ブレイクの）始まりはこの番組からでした」と語っており、ルー自身も『ナイトスクープ』が再ブレイクのきっかけと認識している。
ガオ〜さんが来るぞ!
2007年8月3日初放送。探偵は長原成樹。小さな子供たちを寝かせるのに「寝ないとガオ〜さんが来るよ」と躾けていた母親からの依頼で、ガオ〜さんなんて来ないと判ってしまい効果が無くなったため、探偵にガオ〜さんとして来てほしいとの依頼に長原が応え、怪人ガオ〜さんに扮して寝ない子供を脅かして寝かしつけることに成功。その後「我が家にもガオ〜さんに来てほしい」との依頼が殺到し、長原担当の人気シリーズとなった。長原卒業後は真栄田が二代目を担当している。また、2017年2月10日の放送では節分の豆まきに燃える依頼者宅にて依頼者の夫が鬼という形で担当した。
ゾンビを待つ子どもたち!?
2008年3月7日放送。探偵はたむらけんじ。ホラー映画、特にゾンビが出てくる映画が大好きで、もしゾンビが襲ってきたときのシミュレーションをしているという三姉弟の母親からの依頼。ゾンビ役の俳優から逃げ惑うエキストラとして近所の住人達が協力し、姉弟が家の中に仕掛けた、水を含ませたスポンジや血に似せたタバスコなどのゾンビ撃退トラップに俳優が全て付き合い、泣きわめきしながらもかろうじてゾンビを撃退するという内容。DVD Vol.14に収録。
「探偵ナイトスクープ ザ・ゴールデン」（後述）では、「関西人が全国の視聴者にお見せしたい依頼」として再放送された。その中で、姉の学校で協力することの大切さを教える目的で道徳の授業で流されたことや、後に3代目局長となる松本人志が絶賛したという後日談が紹介された。また『笑っていいとも!』のテレフォンショッキングに出演した百田尚樹も思い出の依頼だったと語っていた。また、30周年記念（後述）ではベスト10にも選ばれたことで、たむらけんじが3姉弟を久々に訪問。姉は春から大学生で、一番下の弟（次男）は中学生（春から高校生）となっていた。なお、高校2年生である二番目の弟（長男）はスポーツをしており部活のアマチュア規定でテレビ番組には出演できないため、代わりに中学生の頃の写真を見せてもらった。そして、2人の前に久々にゾンビが現れたのだった。さらにゾンビの面を取ると、その正体は真栄田であったが、2人の反応はドン引きする程のリアクションだった。
恋するハナカミ
探偵と視聴者が1日限りのデートをする企画。2008年11月14日放送にて桂小枝とバツイチ女性が行っていた。当時裏番組だったTBSの『恋するハニカミ!』のパロディ企画。
レイテ島からのハガキ
2011年1月7日放送。探偵は田村裕。大阪府在住の65歳の男性からの依頼。亡母の遺品を整理していたところ、太平洋戦争中に戦死した依頼者の父親が戦地から送ってきた手紙が発見された。結婚後すぐに出兵し、依頼者が生まれる前に死んだ父の手紙の文面に「身重であるお前」と読めそうな部分があるが、父は母が自分を身篭っていたことを知っていたのかを調べてほしいという内容。ハガキは劣化していた上に文字が擦り潰れて判読は難しかったが、奈良文化財研究所で分析・解読をしたところ、判読がしやすい鉛筆で書かれていたことが幸いし、ほぼ全文の判読に成功した。その結果、該当部分は「身重であるお前」に間違いないと結論付けられた。根拠として、手紙の最後に辞世の和歌が詠まれており、その中に「妊娠の妻」という言葉を判読できたことが挙げられ、妊娠中の妻を気遣った内容であるという結果が出た。スタジオ中が感動に包まれ、西田局長に至っては依頼文の時点で既に涙を流していた。DVD Vol.15に収録。第48回ギャラクシー賞テレビ部門受賞。
10年以上口をきいていない父と母
2013年4月5日放送。探偵は竹山隆範。奈良県在住の18歳の少年からの依頼。依頼者は、物心付いた頃から両親の会話を聞いたことがなく、母親が話しかけても父親が無視してしまうのだと言う。子供に対しては普通に話しかけてくれるのに、なぜ母親とは口をきこうとしないのか、理由を解明してほしいという内容。依頼者の姉、そして母親からも話を聞いた所、実に23年間会話をしていないことが判明。理由を父親に聞いた所、「子供が生まれてから妻が子供中心の生活をするようになり、自分の相手をしてくれなくなった」、要するに「すねていた」という理由で、それから引っ込みがつかなくなってしまった、と告白。父親、母親ともにお互いに話がしたいということから、2人の思い出の場所である奈良公園で夫婦2人きりにして、父親が今まで無視していたことを謝った後、お互いに日ごろの感謝と、これからは夫婦で話をしてゆくという会話を交わした。父親は「子供たちがこんなに心配しているとは思わなかった」と、母親は「（会話できて）幸せでした」と語った（理由については「そうじゃないかなとは思っていた」とのこと）。会話の様子を遠目で見ていた依頼者を含む3姉弟、さらに竹山も涙し、スタジオ中が感動に包まれた。放送後、ネット上では番組への絶賛の声が殺到した。
放送直後に、『週刊ポスト』でも特集記事として取り上げられた。DVD Vol.16に収録。
幼稚園児、自転車で伊勢へ
2015年3月27日放送。探偵は田村裕。大阪市在住の43歳の男性からの依頼。5歳になる依頼者の息子は3歳4カ月で自転車に乗れるようになり、最長30kmを走破していたが本人は満足せず、「三重県伊勢の祖父の家まで自転車で行きたい」と言い出した。ナイトスクープを視聴後は「探偵さんと一緒に行きたい」とも言い出し、止められないのでお手伝いをしてほしいという内容。解決の為に万全を期すべく、自転車の整備士や鍼灸師を引き連れ、ロケはスタートした。さすがに1日で162kmを走破するのは困難である為、64kmに到達した時点で1日目は終了、残りの98kmを2日目で走り切ることとなった。最初のうちは軽快に走っていた2人も、田村が「大人でもキツい」とこぼすほどに険しく、また冬場のロケであったために極寒の環境を走り続けるうちに、依頼者の息子にも疲労の色が見え始める。それでも気丈に振る舞っていたが、ゴールまであと十数kmという所で「もう絶対無理」と初めて泣き事を言ってしまう。そんな少年を田村は力強くも優しく励まし続け、2日目夜に無事に伊勢の祖父の家に辿り着いた。5歳の少年がひたむきに頑張る姿、依頼者の一家が号泣しながら息子を出迎えるシーンなどはスタジオ中の感動を呼び、田村自身もロケ中に涙するほどであった。なお、VTRは異例ともいえる2本分の尺で放送され、1本目はスタート〜1日目終了までの64km、2本目は2日目〜ゴールまでの98kmが放送された。2015年度第3回関西ATP賞グランプリ受賞。
鬼太郎少年
2015年12月25日放送。探偵は田村裕。高知県の32歳の女性からの依頼。7歳になる依頼人の息子は、大の「ゲゲゲの鬼太郎」のファンであるが、近くに同作のファンがいないため、同志を探してほしいというものだった。その結果、広島県在住の8歳になる同作のファンを発見。鬼太郎と砂かけばばあの格好をした二人は、会ってすぐに意気投合し、オリジナルの妖怪イラストを見せ合ったり、貸本屋ごっこをしたりして、夜まで楽しい時間を過ごした。
そして、ロケが行われた日は11月30日だったのだが、偶然にもこの日の午前、「ゲゲゲの鬼太郎」の作者である水木しげるが死去。ロケ終了直前、二人にこの事実が伝えられた。思いもよらない訃報に、依頼人の息子は号泣。周囲も涙を流すという、異例の展開となった。当然、水木の死は探偵もスタッフも予期していなかったことであり、田村は「運命めいたものを感じたロケだった」というコメントを出した。そしてVTRの最後には、水木の写真とともに「水木しげる先生に捧げます」というコメントが放送された。
また後日、二人はこの放送を見た水木プロのスタッフと水木の娘悦子に、追悼式「水木しげるを送る会」にファン代表として招待され、贈辞の挨拶を述べた。
陶器の器がはずれない
2016年5月27日放送。探偵は澤部佑。局長就任以前のダウンタウンの松本人志からの依頼。小さいカップが陶器のミルクポットの中にスッポリとはまり取れなくなったという妻に際し、松本が同年3月14日に自身のTwitterに「絶対取れへん！ナイトスクープに頼むか！」と投稿したのがきっかけである。「東京都の52歳男性の方からの依頼」としか知らされていなかった澤部は、後方のドアから現れた松本が依頼者だと知り、終始驚いていた。膨張と収縮を利用したナイトスクープ定番の温度差作戦でも中のカップはビクともしなかったが、液体洗剤を入れて滑りをよくさせると中のカップが動き、ようやく無傷で取り出すことに成功した。
なお、この依頼は松本が出演する同局の深夜番組『松本家の休日』の収録に並行して行われており、同番組の2016年6月2日（同年6月3日未明）放送回ではこの依頼の未公開部分も放送された。
ナイトスクープを愛するドイツ人カップル
2017年6月23日放送。探偵は澤部佑。個人ではなく大多数の視聴者からの依頼。テレビ東京『YOUは何しに日本へ?』2017年5月22日放送分にて、同番組のスタッフが成田空港にて取材したカップルが、「二人ともナイトスクープの大ファンで、番組観覧をするためだけに来日した」というドイツ人であった。このカップルの了解を得て同番組のスタッフが密着し朝日放送（当時）に一緒に訪れるものの、元々観覧の応募をしていない上にその日は収録日でもなかったこと、ナイトスクープの番組スタッフから「外国人とは言え特別扱いはできない」と断われたことから夢は叶わなかった。仕方なく朝日放送（当時）を出たあとは、前述の「10年以上口をきいていない父と母」の依頼に登場した奈良公園を訪れ、オンエアと同じシチュエーションを再現して記念撮影して楽しんだ。この放送を観た視聴者から「何とかしてあげて!」という声がたくさん寄せられたため、逆にナイトスクープが『YOUは何しに日本へ?』のスタッフのもとに向かうこととなった。まだ都内のホテルに滞在していたドイツ人カップルに会うことができ、「ナイトスクープからのおもてなし」という形で、たまたま都内で別のロケを行っていた竹山の前にサプライズで登場。その後はナイトスクープ名物の依頼者・野々山昌宏による小ネタを生で披露、通天閣の上から叫ぶ、カップルが出演者の中で気に入っている林裕人の自宅訪問、ナイトスクープDVD全巻を贈呈するといったおもてなしを行い、最後はカップルをスタジオに招待、念願の番組観覧をすることができた。
亡き息子の夢
2024年6月28日放送。探偵は真栄田賢。芦屋市在住の52歳の女性からの依頼。前年に不慮の事故で14歳で急逝した息子は大のラグビー好きで、ラグビーの名門校である東福岡高校に入学、ラグビー部で「ヒガシ」のジャージを着てプレーすることを夢みていた。母親は「息子が何故そこまでラグビーが好きだったのか知りたい、亡き息子になってラグビーがしたい」と依頼、ラグビー選手経験のある真栄田が応え、当初バラエティ番組の取材を断っていた東福岡高校も「Aチームの一番過酷な練習に参加する」という条件で快諾、練習参加が実現した。母親は練習メニューをほぼやりとげたことで、チームは母親だけでなく息子も一員として受け入れた。
放送後視聴者から反響を呼んだだけでなく、これが機会となって東福岡高ラグビー部員にも意識面に影響を与え、母親との交流も続き、この年の第104回全国高等学校ラグビーフットボール大会福岡県予選で優勝した際には、試合後息子の顔がプリントされ、ジャージが着せられた人形とともに記念撮影した。さらに存命なら東福岡高校に入学していた2025年4月には、息子が学費免除となる成績上位で入学するため勉学に励み、相応の学力も持っていたことを考慮し、藤田雄一郎監督らが息子の「入部」を提案、部員や高校、OB会からの了承を得て特例で新入部員の1人として迎えられている。

### 面白スポット・人物発見
パラダイス
定番企画。秘宝館や零細経営の遊園地や手作りのレクリエーション・パークなど、集客のなさそうなアミューズメントスポット（B級スポット）を調査し面白く紹介するもので、記念すべき第1回は1989年11月4日放送の「淡路島ナゾのパラダイス」（当時の名称は「立川水仙郷」）。番組では、高齢の男性が一人で築き上げたり収集した建造物や物品を無秩序に陳列しているケースが多いが、それらは多くの場合、他者から見たらガラクタか粗大ゴミにしか見えないのに比して本人の思い入れは深く、その視点のギャップがユーモアを誘うといった趣向となっている。「パラダイスを発見しました」という参加者のフリもお約束となっている。
同番組では長く続く人気シリーズとなっており、原則として桂小枝が担当し、パラダイスを面白おかしく紹介する。「あんなつまらなそうなところでどうして小枝さんはあんなに楽しそうにできるのか」と言われることもあるほど微妙なスポットばかりが紹介されるが、「城山オレンヂ園」の場合には、小枝が取材したときには客はがらがらだったのに某在京キー局の特番が二番煎じで取材したときには人でいっぱいだったということもある。最初にパラダイスとして紹介された「立川水仙郷」のようにのちにナイトスクープで紹介されたことを入り口に大書しているところもある。定着してからは、パラダイスの依頼の場合、はがきに「パラダイスを見つけました。小枝探偵行ってらっしゃい」とまで書かれるに至っていたが、小枝の退局以降は別の探偵が依頼を引き受けている。
奇跡のお母さん「能勢の昔の恋愛」
1996年8月19日放送。探偵は間寛平。そもそもは「戦前・戦中の女性のキスに対する感覚」を街角でインタビューして放送する、という単純なものであった。ところが、とある田舎の婦人にインタビューしたところ、「そんなこと、したことありません」「できるわけがありません」と大まじめで否定。これが寛平の琴線に触れ、いろいろなパターンを引き出し、大爆笑のVTRに仕上がってしまう。しばらくして、別件（人探し）で、捜索地の近所の女性に声をかけたところ、偶然にもその婦人が登場、またしても大爆笑を取ってしまう（実は取材地がいずれも大阪府能勢町だった）。
この様子が、ナイトスクープアカデミー大賞に選ばれ、その婦人が助演女優賞を受賞。「生まれて初めて人にほめられました」と涕泣した。DVD Vol.3に収録。
マネキンと結婚したい!?
1997年1月31日放送。探偵は間寛平。以前訪れた亀岡市の造り酒屋（大石酒造）で出会ったイケメンのマネキン人形に「フォーマルハウト」と勝手に名付けて恋をしてしまった女性が「彼と結婚したい」と依頼。そのマネキンが保管されているという倉庫で何千体もあるマネキンのなかから対面を果たし、茨木市内のホテルのチャペルで両家（?）の親族が集まり式が挙げられた。DVD Vol.2に収録。その後、2005年のアカデミー大賞（後述）で依頼者がプレゼンターとして登場し、フォーマルハウトと半年で破局したこと、その後人間の男性と再婚（無論戸籍上は初婚である）し子供もいるということが明らかとなった。2018年の30周年記念（後述）では寛平が久々に依頼者の自宅を訪問、当のマネキン人形が未だ大石酒造で現役であることを伝えたところ「是非とも会いたい!」と言い出したので、大石酒造に向かい20年ぶりに再会を果たした。
爆笑!のど自慢!?
2006年4月28日放送。探偵は北野誠。「依頼者がたまたま見ていた同年1月8日放送の『NHKのど自慢』（岐阜県大垣市）に出ていた、シャ乱Qの『いいわけ』を特徴的に歌うも途中で鐘二つで失格した男性に曲の最後まで歌わせてあげてほしい」との依頼を元に、北野、依頼者共々養老町まで赴いた。観客席で応援していた人が掲げていた「養老町の星・幸ちゃん」という横断幕を手がかりに本人を探すが、その過程で町民達にビデオを見せたところ皆大ウケであり、町長に至っては「特別賞モノだ」と絶賛。無事に発見された「幸ちゃん」は町民数十名が観客席に入った養老町のホールでのど自慢で演奏していたバックバンドの演奏で最後まで熱唱した。その後幸ちゃんは7月14日放送のナイトスクープアカデミー大賞2006（後述）に於いて最優秀音楽賞を受賞し、大勢の観客のいるスタジオにて再び熱唱を披露した。DVD Vol.5に収録となり、BOXの名前も「養老の星 幸ちゃん篇」とされた。
ナイトスクープでの出演をきっかけにネットを中心に話題となった幸ちゃんは、同年9月9日にゴールデンタイムの全国ネット番組『めちゃ2イケてるッ!』（フジテレビ）にも登場し、つんく♂をはじめとするシャ乱Qとの共演を果たした。また、12月26日放送のNHKのど自慢の総集編で、幸ちゃんのコーナーが設けられフジテレビ出演時の映像が紹介されるなど、ただの素人の域を超えて反応が広がった。

新・センサーライトに勝ちたい!
2015年5月1日放送。探偵は竹山隆範。玄関のセンサーライトを反応させずに家を出たいという依頼であったが、この依頼で反響をよんだのが、趣味の質問で明らかとなった、中学生の依頼者の空想である。彼の空想はプロ野球の架空の試合や結果、学習塾やテレビ局、空想の中のタレント、ショッピングモールまで多彩なジャンルに及ぶ。本来の依頼以上にネットでは驚きの声が上がった。また同依頼者は空想の中のタレントを大阪出身であることからナイトスクープの探偵として出演させるつもりであったが敷居が高いことと探偵が入れ替わった時期にまた一人増やすのはややこしいとして入れることができず「銀シャリにとられた」と悔やんでいた。

## トラブル・アクシデント

### 放送内容に関するトラブル
大阪府警クレーム事件
第9回（1988年5月7日放送分）では、局長である上岡自らが探偵となって調査を行った。調査テーマは「国道1号線 違法駐車の謎」で、放送当時問題となっていた国道1号（北新地周辺）における駐車禁止区域で、大量の違法駐車がなされている現状を調査したもの。上岡は「警察は違法駐車を（事実上）放任しており職務怠慢だ」と断定し、マイクを持ったまま最寄の大阪府警天満警察署梅新南警察官詰所に突入。事前の撮影許可申請もないまま、中にいた警官らに対して違法駐車の実情についての見解を求めた。ところがそこは新御堂筋を挟んですぐ向かいにあるアメリカ合衆国駐大阪・神戸米国総領事館を警備するためだけに設けられた詰所であり、交番ではないため違法駐車の取り締まりは管轄外であった。このため、府警が取材内容に対して朝日放送にクレームを寄せる事態に発展した。当時、朝日放送ではドラマ「部長刑事」を放映しており、「部長刑事」では府警がドラマ制作に協力していたこともあり、協力打ち切りによるドラマ制作の中止、さらには同番組のスポンサーであった大阪ガスの降板にも繋がりかねない事態にまで発展しており、あわやナイトスクープも番組打ち切りとなる可能性もあった。解決策として、府警側から、後日改めて指定した場所に取材に来てもらい、その場で府警が「取り締まりを強化する」というコメントを放送することを提案され、ナイトスクープ側も今後は上岡がロケ取材を行わないと確約したことで決着した。府警はその取材に「上岡の来訪だけは困る、若い人をお願いする」との条件も出したため、そこで白羽の矢が立ったのが、企画段階で起用がボツとなっていたMAKOTO（北野誠）であった。その府警でのロケにはMAKOTOが出向いたことでコトが収まったこと、また上岡のロケ取材が中止となったため空いた枠についても嘉門達夫からの推薦もあったため、MAKOTOが正式な探偵として加入するに至った。
番組黎明期は社会派ネタが多かったため、府警へのインタビュー取材も頻繁に行われていた。しかし本件以降、府警から「取材拒否」されるケースもあり、取材許可が下りたとしても、探偵が「うちの上岡がスミマセン」と下手に出ながら取材するといった「府警イジリ」を繰り返していた。当時、ナイトスクープのロケ中に府警巡査から声をかけられた俵太は「朝日放送の何の番組や。まさかナイトスクープと違うやろな？」と言われたことをスタジオで明かしている。確執状態は1年ほど続いたが、「カギはどこまで信用できるか?」（1989年6月24日放送）の調査で府警と和解した。この時、松本プロデューサー(当時)は収録台本に「くれぐれも大阪府警 をおちょくったりしないように!」といった旨の文章を出演者に向けて記述した。
上岡が自らロケを行った様子は、追悼特別番組「さようなら上岡龍太郎さん」（2023年6月11日放送）にて一部が放送された。
桂小枝激怒事件
1990年、視聴率20%キャンペーンの一環として、エンド5秒が開始された。その1回目の収録で桂小枝がジャイアント馬場の真似をしたが、カメラが回っていなかったためスタッフが「もう一度やってくれ」と小枝に頼んだが、小枝は、「お客はネタをわかってんのに、もう一回やってウケるわけないやろ!」と激怒し、「もう帰る!」といってスタジオを去ろうとした。しかし、その場にいた松本プロデューサー（当時）が「この番組は小枝さんがいないと成り立たないんですよ!」と他の共演者がいるにもかかわらず、小枝よりも大きな声で叫んだ。たまたま、別のカメラが回っていたため再び収録することはなく、画質は劣ったがそのネタがそのまま放送された。
謎のビニールヒモ事件
1992年3月20日放送。探偵はトミーズ雅。1992年2月〜3月頃にかけて大阪府東大阪市の鴻池新田界隈のガードレールや電信柱に、梱包用のビニール製の紐が大量に結びつけてあるのが見つかった。しかし、誰がどのような意図を持ってやっているのか不明であり、その人物を目撃したという話も聞かないので調べてほしいという依頼であった。
現地では確かに青・黄色等のビニール製のヒモが電信柱や交通標識等、建築設置物のさまざまな場所に複数本結ばれていた。近所の文具店に聞いてみると、同種のビニール製の紐が売り切れていた。その紐が結んである場所を調べてみると、半径約2〜3kmの範囲にわたっており、最後にはガソリンスタンドの洗車機用のホースなどからその敷地の裏手にまで続いて、大量の紐が結わえ付けられているのが見つかり、その異様な光景にスタジオからは悲鳴が上がった。最終的には雅が半ば調査を放棄する形で「調査打ち切り」を宣告。さらには「本件に関する情報は今後一切、取り扱いません ご諒承下さい。」というテロップが出される事態となった。本件が番組史上初にして、現在に至るまで唯一の調査打ち切り事例となっている。
なお、本件の放送以後、情報を受け付けなかった理由は現在に至るまで公表されておらず、不明となっている。
なお、この依頼は2010年3月発売のDVD vol.13に収録されたが、依頼人の顔と名前は編集と映像加工で伏せられている。
上岡局長激怒事件
1994年4月29日放送。探偵は桂小枝。「恐怖の幽霊下宿」という依頼のVTR後に、局長の上岡が、幽霊がいる・いないというはっきりした実証や結論を出さずに、ただ単にふざけたVTRを流したと激怒して収録会場から退場した。
VTRの内容は、霊媒師を呼んで幽霊がいるかを聞いてみたり、桂きん枝（現・4代目小文枝）や小枝が除霊師や霊媒師に扮して遊んでいるネタ的な報告であり、幽霊がいるかいないかは不明なまま終わらせた内容に、生来オカルトや心霊の類を蛇蝎の如く嫌っていた 上岡は「ああいうのは、テレビとしては非常に危険なんですよね」「あんなん（除霊師・霊媒師）をね、テレビに出すことによって彼らはね、『市民権を得た』とか『認知された』というような勘違いするでしょう。だからね、途中まで君（小枝）が遊んでる分にはいいですよ、きん枝君が出てくるまではね。何の実証もされてないわけでしょ?」「これ（VTR）を作ったディレクターは、何をどう結論付けようとしてるわけですか? 『やっぱりお化けはいてる』という風にしたいわけですか?」と怒り口調でコメント。小枝が「いや、そんなんどうでもええと思うんですけど。ただ面白かったらええという奴だと思うんですけど」と、不穏な空気になりつつあった場を納めようと発言したところ、これが逆に火に油を注ぐ結果となってしまい、上岡はさらに「いや、だから、テレビのそれが一番僕はいかん! 面白かったらいいわけやなくて、面白くてもそれによって何らかの影響力を与えるということを常々考えとかないかんわけですよ!」と激怒する。松本プロデューサーが慌てて場を取り繕おうとするも、上岡は「ものすごく危険なテレビですよこれは!」「こんなこと許せません、絶対に許せません! それやったらはっきり、幽霊がいることを実証してください、除霊師の部分も! （幽霊が）いるかいないか分からんまま、終わらさんといてください! （幽霊が）いないと断定して終わるのが、テレビです!」と言い、収録途中にもかかわらず上岡は会場から退場してしまう。
番組の収録途中で退場という唐突なアクシデントに場内はざわつき、岡部まりも「本気だと思いますがね、でも（局長の）おっしゃってる通りなんでね」とつぶやき、北野誠が「あわてない、あわてない! いざとなったら、小枝さんが局長になるかもしれんやないか!」と、小枝が「僕、局長やりますから!」と、清水圭が「だって、この前キレたのは4年前やないか!オリンピックのようなもん!」と事態の収束を図るも観客の動揺は収まらず、収録は中止。やむなく観客をスタジオから帰した後、他の出演者たちも帰宅したが、一連の顛末が新聞報道されることとなり、スタッフは収録内容を変更しての放送は困難と判断。深夜、小枝と北野がスタジオに呼び戻され、暗いスタジオの中で続きを収録した。
放送に乗らなかった部分は、ざわつく観客に探偵らが野球の途中経過を報告したり、スタジオで起こったことを一人につき最低5人に教えることといった指示を出し、小枝が座布団回しを披露するなどして30分間盛り上がった。放送日のエンディングで北野が「離さないー」と曲に合わせて歌い、「そんな事言うてたら、（本当に）離されるで」と桂小枝がツッコミを入れ番組終了。
ただ、オンエア前の時点で上岡はすでに怒りの矛を納めていたものの、放送内容が「単なる頭のおかしいおっさんのわがままに見られるではないか」と感じ、番組降板の意思を見せるという事態にこじれる。水面下での説得が続いたが、結局「降板」の含みを持たせたまま、フジテレビ『上岡龍太郎にはダマされないぞ!』（関東ローカル）にて意思表明をするということになった。松本プロデューサーがフジテレビにまで直接乗り込んで上岡を説得。最終的に「翌週の放送でこの事件の真相を上岡本人が説明し、それを正確に放送する」という条件で続投が確定した。予告通り『上岡龍太郎にはダマされないぞ!』で意思表明があり、上岡は「実は2人で仕組んだいたずらですよ」と語り、松本プロデューサーの安堵の表情も放送された。
2023年6月11日にABCテレビで放送された、上岡龍太郎追悼番組でも、スタジオを途中退場した時の様子が放送された。キダ・タローが追悼番組で、この時の様子について、「怒って帰ったのは2本撮りの1本目やった。僕は2本目の収録に出る予定だったから、楽屋にいたら、上岡さんが楽屋にやってきて、帰りますわと言って帰っていった。その時上岡さんが冷静な顔をしていたから、止められなかった。止めたら何をするか分からないから」と述懐した。
スタッフによる暴行事件
1999年4月に長野市内で行われた収録の際、山本大介（四次元ナイフ）が制作会社のスタッフから暴行を受け、眼球の下の頭蓋骨を折る重傷を負った。この制作会社は、この事件と同時期に『クイズ!紳助くん』でも収録時にタレントを負傷させる事件を起こしており、スタッフらが処分され、朝日放送はこの制作会社との契約を解除した。
放送中止（一部の放送局）
「キャラメルで便秘が治る?」。2010年5月14日放送。探偵は石田靖。依頼者は祖母から「キャラメルを肛門から入れると便秘が治る」と聞いたことがあり、その真偽を確かめてほしい、いうものであった。殆どの放送局ではそのまま放送されたが、東日本放送と山形テレビの2局だけは番組自体の放送を見合わせ、別の番組に差し替えられた。両局とも当時は昼12時台に放送されていたため、昼食時の放送としては内容が不適切と判断されたものだが、前述の2局と同じく当時昼12時台に放送していた長崎文化放送では、予定通り放送されている。キャラメルを使った浣腸の信憑性を確かめるべく、石田探偵と依頼者が実践したが、事実確認のため石田より質問を受けた谷均史（ナイトスクープ医学担当）の監修と解説により、キャラメルを坐薬状にして行う浣腸の有効性と、対象となる子供（基本的に幼児）に対しては通常の浣腸を行うよりも安全性があることがきちんと実証されている。なおこの依頼者は10年後の2020年にこの依頼に出演したことを下ネタ嫌いの妻に打ち明けることに協力してほしいという依頼で再度依頼者として登場している。
依頼辞退
2014年6月20日放送。「爆笑!小ネタ集」の一つとして放送された「とある依頼?」で、依頼者の20代の女性が探偵・石田靖の前で依頼文を読み上げようとしたが、西田局長を「西川」、秘書の松尾依里佳を「松尾みどり」とそれぞれ間違えてしまった。それでも石田は依頼を引き受けようとしたが、「局長と秘書の名前を間違えてまで依頼はできない」として依頼者自ら依頼を辞退した。
ぬいぐるみ紛失
「男子大学生、ぬいぐるみとの別れ」。2018年10月26日放送。探偵は澤部佑。2歳の頃からお気に入りのぬいぐるみ、ゴンちゃんとベールちゃんを手放したいという男子大学生からの依頼であった。VTRでは風船に括り付けられたぬいぐるみが飛ばされて依頼者と別れる形で終了したが、番組終了後、依頼者がTwitter上にて、「実は、ベールとゴンちゃんは帰ってくるという収録内容の予定だったのですが、後にトラブルが生じ私達の手元に帰ってくることはありませんでした。」と報告し、行方不明になったぬいぐるみが、どこにあるかを呼びかける事態となった。
スリムクラブの不祥事による余波
2019年6月28日放送分は、「スリムクラブ」の真栄田賢と内間政成が暴力団関係者のパーティーでの「闇営業」でギャラを受け取ったとして吉本興業から無期限活動自粛処分を受けた影響で、当該番組にレギュラー出演している真栄田の出演シーンをすべてカットした再編集版が放送された。朝日放送以外の遅れネット局については、遅れ話数を全部カットして同日や数日遅れネットで放送したりするなどの対処を行った。
2020年4月10日放送分から真栄田が復帰し、お蔵入りになったVTRも放送されている。なお、このお蔵入りとなっていたVTRの中には真栄田の相方である内間も揃って出演していた。

## 特別番組
ナイトスクープアカデミー大賞
本家アカデミー賞に倣って、過去に出演した依頼者、または依頼にかかわった人物などを会場に招き、最優秀主演男優賞、同女優賞、最優秀助演賞などを表彰しようというもの。強烈な個性を発揮した依頼者などがノミネートされ、会場で実際に表彰される。過去上岡局長時代に5回（1992年・1993年・1995年・1997年・1999年）行われた。1995年・1997年・1999年は正月特番として放送された。
2008年には放送開始20周年を記念して、20年間のVTRから各賞（最優秀主演男優賞、同女優賞、最優秀助演賞はなかった）を決定する「グランドアカデミー大賞」が行われた。会場はABCホールではなく、大阪国際会議場（グランキューブ大阪）。放送当日の『ムーブ!』には西田局長が宣伝のために出演した（ちなみに、『ムーブ!』はこの日がABCセンターからの最後の生放送だった）。
2011年には朝日放送開局60周年記念特番として放送され、このときは上岡局長時代のアカデミー大賞に近い形式で行われた（最優秀主演男優賞、同女優賞、こども賞、生き物賞）。また、このときはアナログ・デジタルともにステレオ放送（VTR部分はモノステレオ放送）が実施された。
クイズ!紳助くんVS探偵!ナイトスクープ
1999年以降、大晦日には『ナイトinナイト』月曜枠の『クイズ!紳助くん』との共同ワイド特番が放送され、ステレオ放送（VTR部分はモノステレオ放送）が実施された。キダ・タローが『クイズ!紳助くん』と『ナイトスクープ』のVTRを見てどちらがいいか判定するという内容だが、『紳助くん』が感動的なVTRを放送するのに対して『ナイトスクープ』はバカバカしい依頼VTRを放送するので、基本的に『紳助くん』が勝つようになっていた。2006年放送分で『ナイトスクープ』が初勝利を収めた。2007年からキダに加え、複数の審査員が出演するようになった。2010年までの対戦成績は2勝7敗3引き分け。
2011年に『紳助くん』が島田紳助の引退に伴い終了したため、同年以降の大晦日の放送は「探偵!ナイトスクープ 年末感謝祭」となった（後述）。
探偵!ナイトスクープ リターンズ
番組開始20周年を記念し、上岡局長時代の放送回を「そのまま再放送」する特別番組として放送された。2008年6月27日と7月4日のレギュラー放送後の時間帯に、1993年12月24日放送分（番組史上初視聴率30%突破の回で「爆発卵」の依頼が登場）と1998年5月1日放送分（番組史上最高視聴率32.2%の回）の2回分を放送。番組の初めと終わりにはナビゲーターとして三代澤康司・堀友理子らと共に、桂小枝（6月27日放送分。「探偵局次長」の肩書き）、北野誠（7月4日放送分）が、それぞれ登場した。
上記2本分の『リターンズ』は、広島ホームテレビ、山陰中央テレビ（1998年5月1日放送分のみ）、鹿児島放送、名古屋テレビ、九州朝日放送、琉球朝日放送（1998年5月1日放送分のみ）、東日本放送、テレビ山梨、テレ玉、チューリップテレビ（1993年12月24日放送分）、北海道テレビ放送（1993年12月24日放送分のみ）TOKYO MX（2週連続で朝日放送〈当時〉休止分の穴埋めとして放送）、テレビ神奈川が2009年1月15日（1993年12月24日放送分）と2月12日（1998年5月1日放送分）に（2本とも朝日放送〈当時〉休止分の穴埋めとして放送）、瀬戸内海放送が2週分を正月特別編成の2時間枠として、それぞれ放送した。
この回が好評だったこともあり、朝日放送では同年10月4日から10月25日の4週にわたって土曜の午後に『探偵!ナイトスクープ リターンズ』を放送した。
- 1週目（2008年10月4日放送）-1991年12月27日と1992年3月6日放送分（ゲスト：岡部まり）
- 2週目（2008年10月11日放送）-1992年3月13日と1994年2月11日放送分（ゲスト：桂小枝）
- 3週目（2008年10月18日放送）-1992年6月12日と1993年2月26日放送分（ゲスト：岡部まり）
- 4週目（2008年10月25日放送）-1992年1月10日と1992年10月23日放送分（ゲスト：北野誠）

がそれぞれ再放送された。
地方局で1作ずつ放送される場合は、ゲストとアナウンサーの説明トークが省略された。

2009年以降も高校野球期間中などに『リターンズ』が放送されている。
- 2009年-8月14日に1997年10月24日放送分、8月21日に1997年1月31日放送分。ナビゲーターは桂小枝で、依頼の担当ディレクターと構成作家がそれぞれ当時を振り返るコメントを寄せた。北野誠が映っている部分はすべてカットされた。顧問として出演した景山民夫が着用していた信仰している宗教団体のバッジがモザイク処理された。
- 2010年-8月13日に1995年6月16日放送分、8月20日に1998年6月5日放送分。ナビゲーターは桂小枝。
- 2011年-8月12日に2005年9月23日放送分（竹山の初登場回）、8月19日に2009年6月19日放送分（田村の初登場回）。ナビゲーターは竹山隆範・田村裕。
- 2012年以降も毎年春季・夏季・冬季に放送されている。ナビゲーターは桂小枝（2010年 - 2013年）、石田靖・たむらけんじ・田村裕（2014年）、田村裕・橋本直（2015年）、竹山隆範・たむらけんじ・真栄田賢・澤部佑（2016年）、石田靖・たむらけんじ・田村裕・真栄田賢・橋本直（2017年）、たむらけんじ・澤部佑（2018年）。当初は上岡局長時代の放送回を振り返るというコンセプトだったが、近年は直近の放送回を再放送するケースも増えている。

探偵!ナイトスクープ ザ・ゴールデン
放送開始21周年を記念した2時間特番として、2009年3月15日19時から放送された。番組開始以来初となるゴールデンタイム特番であり、テレビ朝日での放送は2005年3月に打ち切られて以来4年ぶりとなる（番組史上初となるANN系列24局同時ネットと報道されていたが、実際は『素敵にドキュメント』のやらせ発覚による打ち切りのため、急遽つなぎ番組として設けられた『金曜ファミリープレゼント』（1992年10月 - 12月）枠内にてスペシャル版が放送されたことがある。ただし当時は岩手・山形・山口・愛媛・大分・沖縄ではANN単独局が無かった）。また、この時はアナログ・デジタルともにステレオ放送（VTRはモノステレオ放送）が実施された。
収録会場は大阪国際会議場（グランキューブ大阪）で、翌週放送分も収録された。また、ゴールデン特番の告知を兼ねて同年3月11日にテレビ朝日制作の『シルシルミシル』で第1回のオープニングやお宝映像が流れた。依頼文を読み上げ、VTRで解決するという基本的な構成は通常版と同様であるが、オープニングが淡々としてはいなかったこと、ひな壇ゲストが存在した、CM前に次の依頼の予告が文字で出された、依頼と依頼の間以外にCMが入る場合があった、VTR中にワイプで出演者の顔が挿入される場合がある、エンド5秒がなかった、CM明けにクレーンワークを設けていた、スポンサークレジットが発局を含めて存在した、など異なる部分も多かった。関西地区の視聴率は21.4%の高視聴率だったのに対し、関東地区では時間帯最下位の5.3%と一桁に留まった。実質、テレビ朝日での再ネットを視野に入れた放送であったが、この結果によりテレビ朝日では時期尚早ととらえられ、実施されていない。
探偵!ナイトスクープ 年忘れファン感謝祭
2011年から年末に放送されている特別番組でこの1年間に放送されたVTRの中から番組ファンの視聴者が選んだ爆笑VTRを各探偵別のベスト3として発表するというもの。また探偵と顧問でペアを組み、そのVTRの中からクイズを出題し優勝チームを決める。2012年は12月31日12:00 - 15:25、2013年も12月31日12:00 - 15:25、2014年も12月31日12:00 - 15:25、2015年は12月30日13:45 - 17:25 に放送されたが、2016年以降は再び12月31日12:00 - 15:25で放送されている。2024年は12:00-16:30（一部地域15:25飛び降り）で放送。なおこの回は副音声解説放送は実施されていない。
探偵!ナイトスクープ 25周年記念!グランドアカデミー大賞
2013年3月1日放送。グランキューブ大阪での収録で、90分の拡大放送だった。過去25年のVTRを「超人」「サイエンス」など部門別にダイジェストで紹介する。これまでのアカデミー大賞とは異なり、特に順位や表彰などはなかった。岡部まりが退局して初めて、スペシャルゲストとして出演した。
30周年記念! 探偵!ナイトスクープ オールタイムベスト10
2018年3月30日・4月6日放送。番組放送開始30周年を記念し、過去に扱われた5,000件を超える調査の中から、視聴者投票によりベスト10を決定。カウントダウン方式で3月30日に第10位 - 第4位を、4月6日に第3位 - 第1位と番外編を、それぞれアンコール放送。グランキューブ大阪での収録で、3月30日放送分は90分の拡大放送。キダ・タロー・林裕人・槇原敬之といった主な顧問をゲストに迎え、岡部まりが久々に秘書を務めた。「デジタルリマスター」と称したリバイバル企画として、特別探偵として丸山隆平が田村裕探偵とともにボートによる大和川下りでの通勤に、真壁刀義がジミー大西探偵と共に巨大シジミ獲りに、それぞれチャレンジしたほか、ベスト10に選ばれた調査の中から幾つかの依頼者を探偵が再訪して現況を報告した。
視聴者が選んだベスト10は、以下の通り。
1. 「23年間口をきいていない父と母」2013年4月5日放送
2. 「謎の爆発卵!?」1993年12月24日放送
3. 「巨大シジミ発見!?」1995年4月21日放送
4. 「マネキンと結婚したい!?」1997年1月31日放送
5. 「ゾンビを待つ子どもたち!?」2008年3月7日放送
6. 「レイテ島からのハガキ」2011年1月7日放送
7. 「超大作!アホバカ分布図!」1990年1月20日 - 1991年5月放送
8. 「電車より速い!?大和川下り」1996年10月放送
9. 「泥酔する父親に悩む家族」2012年5月11日放送
10. 「ガォ〜さんが来るぞ!」2007年8月3日放送ほか

## スタッフ

### 2024年12月以降
- SW：香月崇志、小西剛生（アイネックス）、中西哲夫（関西東通）、川本龍文【週替り】
- VE：三宅志音（アイネックス）、高橋稔、大浦和宏、前田陸斗（関西東通）、芝田幸司[注 42]【週替り】
- CAM：知花裕樹、松岡俊樹（アイネックス）、森下智之、西良美和（関西東通）【週替り】
- LD：相澤裕一、岡崎麻依（アイネックス）、中川芽実、滝口円香（ライズ・アップ[注 43]）【週替り】
- MIX：和三晃章・山中康男、岩橋貞成（アイネックス）、薮田美毅、久野純（関西東通）【週替り】
- EED：川中順子（東通インフィニティー[注 44]）
- CG：伊藤範之（2008年9月17日 - ）
- MA：稲山祐貴（東通インフィニティー、以前はSE）
- ENG：岡田秀徳（CAMIX）、北林一博・松原航・藤原美咲（光学堂）、要海佑介・鳴岡雅人（EYEZEN）、西川真、福田禎之、西田慶仁（ピースリー本舗）、藤原祐司【週替り】
- 庶務：岡由子（朝日放送テレビ）
- 番組宣伝︰石野魁盛（朝日放送テレビ、2024年6月 - ）
- 美術デザイン：田中彰洋[注 45]（朝日放送テレビ）
- スタイリスト：三宅寿恵（シャンティ）、沖津葉子、松本ゆかり、天野美穂（アンド・マッセ）、ナカイメイ、山本隆司、浜野あゆみ（アトリエ色えんぴつ）
- ヘアメイク：ビーム
- 輸入建材：HDC神戸
- 協力：関西東通[注 46]、JET、グリーン・アート、アンティーク倫敦商会、FUNS PRODUCTION、クラフト、高津商会、まいど、ソニ企画、バックドロップ、蘭光園、東京衣裳、京阪商会
- 構成：山口牧生、平野秀朗、沢野緑、鍋谷直輝、武輪真人、東雲信介、青木陽幸、くらやん、齋藤大悟、上田まさる、村川千晶、村上司、竹内聡志、池田飛鳥
- AP（アシスタントプロデューサー）︰高蜂あい
- AD（アシスタントディレクター）：高橋加帆、岸本常広（JAWS）
- ディレクター：成瀬樹・松井彰吾（朝日放送テレビ）、湯浅耕二（JAWS）、松尾康高（FUNS）/石田ひろき[注 47][注 48]（JAWS）、北川文彦[注 49]（FUNS）、藤川明（JAWS）、能嶋幸一[注 50]（バックドロップ）、原佳子[注 51]、金津巧・高田真吾（JAWS）、三田修司・山田真悠子[注 52]・阪本圭・長瀧大市・峯松亮太（FUNS）
- プロデューサー：森田純平[注 53]（朝日放送テレビ）、谷口雄紀（ABCリブラ）
- 企画：松本修（朝日放送テレビ[注 54]）
- 制作・著作：ABC TV

### 過去のスタッフ
- チーフプロデューサー：西村嘉郎（朝日放送〈当時〉[注 55]）、奈良井正巳（朝日放送テレビ[注 56]）
- プロデューサー：松本修（番組開始 - 1996年）[注 57]→岩田潤（1996年 - 1999年2月、- 2008年11月）[注 58]→石原康男（1999年3月 - 2000年4月）→矢澤克之（2000年4月 - 2005年4月）→鳥海久慎→栗田正和（栗田→2012年9月7日 - 2014年7月4日）→堀英一[注 59]→山口正鉱→奥田智→近藤真広[注 60]
- 総合演出：矢澤克之
- ディレクター：石原康男・矢澤克之・北中彰・濵本幸治・石川綾一[注 61]・鈴木洋平（以上朝日放送〈当時〉）、佐々木匡哉・中村光・濱田崇充・清水晃毅・竹村聖葉（朝日放送テレビ）、阿部淳・小山青志[注 62]・佐々木進・北野弘[注 63]・高岸丈朗・堀弘明・津野允・西岡孝之[注 64]（以上JAWS）、相原康司（当時ビデオワーク、現:BOY'S）、木部勇一（東通企画→きべ事務所｛現:宝塚インターネットテレビ｝）、池田成男（東通企画→創太→SSSystem）、四宮孝史・山口耕平・西谷公太・小南彰（FUNS）、松山源一（BOY'S）、中地浩之（オフィスりぷる）
- AD（アシスタントディレクター）：森裕喜・朝日源・山田賢太郎[注 65]（朝日放送〈当時〉）、辻知奈美（朝日放送テレビ）、加藤翔一・木下舞・円丁裕一郎・前川亮・竹本啓之・鍋島雅郎・古瀬耀士・野尻野翼・木下寿基・古久保謙人（JAWS）、浜野信弥・金定奈美子・辻村魁・山内麻由佳（FUNS）
- ディレクター→ブレーン：砂野信（JAWS→AZITO）
- 構成：百田尚樹/元生茂樹、浜田尊弘[注 66]、藤田智信、日沢伸哉、増山実、林正己、鹿児島俊光[注 67]、桑原尚志、岡本法子
- ブレーン：長川千佳子、海野祥子、坪内美樹、三谷康生、有宗久美子、池田朋恵（クリエイティブスタジオ）、高原正浩、本田純一、北村京子
- 番組宣伝：小倉義明→上来均→西村美智子（朝日放送〈当時〉）→野嵜喜美子[注 68]（朝日放送テレビ、2024年6月 - ）
- 庶務：楠本芳子（朝日放送〈当時〉）
- SW（スイッチャー）：玉木雅之（朝日放送〈当時〉）、中谷敏和・世古章次（関西東通）
- VE：谷口廣司、丸尾恵介、岡田光司、鹿嶋友樹
- CAM（カメラマン）：田中康彦（朝日放送〈当時〉）、西澤敏夫・浦崎学・亀井稔・堀江則安・世古章次・杉本康弘・吉岡利晃（関西東通）、薬師孝征、中本徹
- MIX（ミキサー音声）：嶽下学・黒川将（関西東通）、西森大記（朝日放送〈当時〉）、滝川殻（アイネックス）
- LD（ライティングディレクター）：山田修・松井清・高原大裕（東通ライティング）、兼岩克（朝日放送〈当時〉）
- ENG：広江健志・井上勇人・伊藤優二（関西東通）、水谷奨・中村敦（CAMIX）、細田勝（アルチザン）、金谷一彦・坂本泰司（テクニカルアート）、松岡周錫・柾木達也（エムズプロ）、竹田則彦、久野仁、山本真也、松原由華、岸田聡、町田勇吾、伊藤大樹、大林祐、篠原佑典（MABU）、辻稔、山地俊和（光学堂）、田中泰圭（写影）、町田雄伍（ADC）、中喜志治（ピースリー本舗）
- VTR：石黒正・北田幹雄・箕輪憲二（関西東通）、木村友彦（東通AVセンター）、井上隆也・楠本由希子（朝日放送テレビ）
- EED（ビデオ編集）：宮下全弘（東通AVセンター）[注 69]・西本武史（東通AVセンター）
- MA：武田寛（東通インフィニティー）、小野愼也
- CG：山本正樹（東通AVセンター）
- オープニングタイトル：藤田孝浩（東通AVセンター）
- 美術デザイン：東要（朝日放送テレビ）
- 美術進行：邑上謹弥・高岡慎治（朝日放送〈当時〉）
- スタイリスト：上田実穂（ビーム）、今井聖子（スタジオセルズ）、清家名美、大西千鶴、小林万利子、有吉麻美（オフィスアンテナ）、東津裕子、菊岡千鶴子（桐原事務所）、高堂のりこ
- ヘアメイク：鈴木健資
- TK（タイムキーパー）：鹿嶋さちこ
- 協力：ブリッジ、クリエイティブプロダクション、JAWS[注 70]、AZITO

## 音楽

### 主題歌
円広志「ハートスランプ二人ぼっち」
第１回放送から使用している番組オリジナルソング。番組主題歌の制作について打診したところ、円サイドからは当時発売されたばかりのアルバム『円広志 ベスト16』から選んでほしいとの返答を受けたが、番組サイドはイメージに沿う楽曲がないと判断。「バラードではなく、テンポはロックのリズムで」との依頼で、新規に楽曲を制作することとなった。アレンジ・歌唱違いのものが、これまでに３曲存在している。
- 初代バージョン…… 1988年3月5日放送分 - 1993年10月1日放送分まで使用。ドラムの音が軽いことや「週末だけの」の部分を平板に歌唱しているなどが特徴。
- ２代目バージョン… 1993年10月8日放送分 ‐ 1993年12月24日放送分まで使用。シンセサイザーの音色が強調されていることなどが特徴。楽曲のアレンジ変更に伴い、オープニングCGについても変更されている。
- ３代目バージョン… 1994年1月放送分 - 現在も使用されている。CDなどに収録、販売されているのはこのバージョンのみ。

### ジングル
円広志によって歌唱、制作されたもの。CM前の番組ロゴ掲出時に使用されている。フルバージョン
は15秒あるが、オンエアではラストの一部分のみ使用されている。

### VTR終了
カシオペアの「ロード・リズム」（『DOWN UPBEAT』所収）の一部を使用。

## DVD
- 探偵!ナイトスクープ Vol.1&2 / 2006年6月2日発売
- 探偵!ナイトスクープ Vol.3&4 / 2006年7月14日発売
- 探偵!ナイトスクープ Vol.5&6 / 2007年12月19日発売
- 探偵!ナイトスクープ Vol.7&8 / 2007年12月19日発売
- 探偵!ナイトスクープ Vol.9&10 桂小枝の爆笑パラダイス / 2009年3月5日発売
- 探偵!ナイトスクープ Vol.11&12 西田敏行局長 大笑い!大涙! / 2010年2月10日発売
- 探偵!ナイトスクープ Vol.13&14 新しい笑いの実験室・上岡龍太郎探偵局 VS 進化する笑いの最前線・西田敏行探偵局 / 2010年3月10日発売
- 探偵!ナイトスクープ25周年記念DVD 百田尚樹セレクション&キダ・タローセレクション / 2014年3月26日発売

Vol.1&2からVol.7&8まではワーナー・ホーム・ビデオ、Vol.9&10以降はよしもとアール・アンド・シーより発売。
DVD化及びネット配信の際には各権利者のプライバシーや肖像権問題のためにその全員に許可を取る必要があり、連絡が取れない通りすがりの人へのインタビューシーン等は相手の顔をぼかしやモザイクなどの映像処理で隠している。隠しきれない場合はカットされており、BGMも著作権者からの許可が出なかったものについては、放送時とは違う曲に差し替えられている。なお、DVD Vol.1・2の制作時には当時の本放送内で「以下の作品の関係者の連絡先を探しています」という告知テロップを表示した。その後も新作の発売が決まるたびに、「名乗り出てください」のサブタイトルで収録予定のVTRが告知と併せて放送されている。

## ネット局

### 放送および配信状況
テレビ朝日系列を中心に全国で放送されている。ただし、2024年4月現在テレビ朝日では放送されておらず（後述）、関東地方では一部地域を除いて独立局のゴールデンタイム・プライムタイム枠で放送されている。また、CS放送のスカパー!のスカイ・Aでも放送されている。
朝日放送テレビではローカルセールス扱い、なおかつ全編PTとしているため、特番を除いたレギュラー放送においては番組中スポットCMのみが流され特定企業の提供クレジットが出ることは余程の例外を除いてない。朝日放送（当時）においてタイムスポンサーが付いた例としては2010年8月13日放送の『ナイトスクープ・リターンズ』がある。編成により同日63分遅れまたは1週間遅れの広島ホームテレビでは毎時にブルーバック表示で、タイムスポンサーを付けている（前提供は本来の提供ベースと思われるスタジオへの入場シーンを空欄で流し、その後に提供読み付きで表示。エンディングではエンド5秒の前に提供読み付きで表示）。
テレビ朝日系列局では、かつてはテレ朝製作の『金曜ナイトドラマ』を『ナイトスクープ』の前に放送していることが多かった（『タモリ倶楽部』を差し替えまたは別の時間帯に放送している局もあり）。
当時、『金曜ナイトドラマ』もテレビ朝日が朝日放送テレビに配慮する形でローカルセールス枠としており、朝日放送（当時）とほぼ同時の金曜23時台に放送していた系列局も西日本を中心に多数存在した。しかし、2009年10月の改編で『金曜ナイトドラマ』がテレ朝に営業権のあるネットワークセールス枠へ移行することになり、多くの同時ネット局では時差ネットに格下げの上金曜ナイトドラマ終了後や日曜未明（土曜深夜）などへの枠移動を余儀なくされる。また、土曜未明（1時以降、金曜深夜）に放送している地域ではテレ朝発の『朝まで生テレビ!』が毎月1回（原則最終金曜日の翌日未明の場合が多い）放送されるため休止となったり、放送枠を移動して放送したりと放送局によって異なる。

遅れ地域の一部では、過去の未放送回分や『探偵!ナイトスクープリターンズ』を放送して遅れ日数を維持することがある。

また、『熱闘甲子園』がある場合はテレ朝ネットワーク加盟かつ当番組が23時台以降放送の局は原則として30分、『速報!甲子園への道』放送であれば朝日放送テレビを含む一部局で20分 - 25分程度放送時間を繰り下げる。
テレ朝ネットワークでは「リコー全英女子オープン」がここ数年4日間連続生放送されており、その2日目に当たる7月最終金曜（年度により8月第1金曜）はゴルフを優先するために『速報!甲子園への道』はゴルフ放送後の日付上翌日未明に移動する。その関係でこの場合に限り、朝日放送テレビも『金曜ナイトドラマ』を同時ネットするため『ナイトスクープ』は休止する場合がある）。また「世界水泳選手権」（奇数年）が行われる場合も、アジア・オセアニア以外で行う場合、時差の関係でそれの生中継を優先する兼ね合いで、当番組が休止（金曜ナイトドラマの同時ネット、あるいは世界水泳の競技そのものの中継）になる場合もある。
テレ朝系列の放送局がない地域でも放送されている。例として、富山県では、1993年以降、TBS系列のチューリップテレビ（TUT）が土曜日の17時台に放送していた（17:00もしくは17:05 - ）が、2007年の秋にフジテレビ系列の富山テレビ（BBT）が裏（土曜16:55 - ）に『ナイトスクープ』と同じ朝日放送制作の『パネルクイズ アタック25』を開始した。3カ月後の2008年1月より『ナイトスクープ』は月曜0:30（日曜深夜）に移動し（『アタック25』もその後木曜昼へ再移動したが、2009年3月をもって『アタック25』の放送は打ち切られた）、2009年4月の改編期以降火曜未明（月曜深夜）→金曜午前→月曜昼の順に移動し、2013年以降現在の放送時間となった。なおテレビ山梨のネット開始をもって、一旦佐賀県以外の全国完全ネットを達成している が、その後テレビ朝日での放送打ち切りなどがあり現在では、ANNフルネットとしての完全ではなくなっているが、首都圏においてはTOKYO MX、テレビ埼玉、テレビ神奈川、とちぎテレビの独立県域局を通してネットしており、地域によってはケーブルテレビでの区域外再放送などで視聴できるため実質的に全都道府県で視聴することは可能である。
2016年10月7日放送（朝日放送〈当時〉放送日）分から、民放5系列インターネット無料配信サービスTVerで、最新放送分の配信を開始。また、2016年8月からはABEMAで2010年から2015年の傑作選を配信している。

### 放送局一覧
太字は2009年9月まで金曜23時台に放送していた局。［字］は字幕放送、［解］は解説放送実施。
○：対象 ×：対象外
| 放送対象地域   | 放送局                                          | 系列                          | 放送時間                     | エンド 5秒 | 脚注                          |
| -------------- | ----------------------------------------------- | ----------------------------- | ---------------------------- | ---------- | ----------------------------- |
| 近畿広域圏     | 朝日放送テレビ（ABC TV） 【制作局】［字］［解］ | テレビ朝日系列                | 金曜 23:17 - 翌0:12          | ○          | [ 注 2 ]                      |
| 北海道         | 北海道テレビ（HTB）［解］                       | テレビ朝日系列                | 日曜 0:00 - 1:00（土曜深夜） | ○          |                               |
| 青森県         | 青森朝日放送（ABA）                             | テレビ朝日系列                | 土曜 1:15 - 2:10（金曜深夜） | ○          | [ 注 75 ]                     |
| 岩手県         | 岩手朝日テレビ（IAT）                           | テレビ朝日系列                | 日曜 0:00 - 0:55（土曜深夜） | ○          | [ 注 76 ]                     |
| 宮城県         | 東日本放送（khb）                               | テレビ朝日系列                | 土曜 0:20 - 1:20（金曜深夜） | ○          |                               |
| 秋田県         | 秋田朝日放送（AAB）                             | テレビ朝日系列                | 日曜 0:35 - 1:30（土曜深夜） | ○          |                               |
| 山形県         | 山形テレビ（YTS）                               | テレビ朝日系列                | 金曜 0:45 - 1:40（木曜深夜） | ○          | [ 注 77 ] [ 注 78 ]           |
| 福島県         | 福島放送（KFB）［字］                           | テレビ朝日系列                | 日曜 0:05 - 1:00（土曜深夜） | ○          | [ 70 ] [ 注 79 ]              |
| 新潟県         | 新潟テレビ21（UX）                              | テレビ朝日系列                | 日曜 0:30 - 1:30（土曜深夜） | ○          | [ 注 80 ]                     |
| 長野県         | 長野朝日放送（abn）                             | テレビ朝日系列                | 土曜 0:15 - 1:15（金曜深夜） | ○          |                               |
| 静岡県         | 静岡朝日テレビ（SATV）［字］［解］              | テレビ朝日系列                | 金曜 0:45 - 1:40（木曜深夜） | ○          | [ 注 81 ]                     |
| 石川県         | 北陸朝日放送（HAB）                             | テレビ朝日系列                | 土曜 0:20 - 1:25（金曜深夜） | ○          | [ 注 82 ]                     |
| 中京広域圏     | 名古屋テレビ（メ〜テレ/NBN）［字］              | テレビ朝日系列                | 土曜 0:26 - 1:26（金曜深夜） | ○          |                               |
| 広島県         | 広島ホームテレビ（HOME）［解］                  | テレビ朝日系列                | 土曜 0:20 - 1:20（金曜深夜） | ○          | [ 注 83 ] [ 注 84 ] [ 注 78 ] |
| 山口県         | 山口朝日放送（yab）                             | テレビ朝日系列                | 土曜 0:20 - 1:20（金曜深夜） | ○          |                               |
| 香川県・岡山県 | 瀬戸内海放送（KSB）                             | テレビ朝日系列                | 土曜 0:20 - 1:20（金曜深夜） | ○          | [ 注 85 ] [ 注 78 ]           |
| 愛媛県         | 愛媛朝日テレビ（eat）                           | テレビ朝日系列                | 土曜 0:20 - 1:20（金曜深夜） | ○          |                               |
| 福岡県         | 九州朝日放送（KBC）                             | テレビ朝日系列                | 日曜 12:00 - 12:55           | ○          | [ 注 86 ] [ 注 87 ] [ 注 88 ] |
| 長崎県         | 長崎文化放送（ncc）                             | テレビ朝日系列                | 土曜 0:20 - 1:20（金曜深夜） | ○          | [ 注 89 ]                     |
| 熊本県         | 熊本朝日放送（KAB）                             | テレビ朝日系列                | 水曜 0:50 - 1:50（火曜深夜） | ○          | [ 注 90 ] [ 注 91 ]           |
| 大分県         | 大分朝日放送（OAB）                             | テレビ朝日系列                | 日曜 0:15 - 1:25（土曜深夜） | ○          |                               |
| 鹿児島県       | 鹿児島放送（KKB）                               | テレビ朝日系列                | 日曜 16:25 - 17:25           | ○          | [ 注 92 ]                     |
| 沖縄県         | 琉球朝日放送（QAB）                             | テレビ朝日系列                | 土曜 0:15 - 1:10（金曜深夜） | ○          | [ 注 93 ]                     |
| 福井県         | 福井放送（FBC）                                 | 日本テレビ系列 テレビ朝日系列 | 火曜 0:59 - 1:54（月曜深夜） | ×          |                               |
| 富山県         | チューリップテレビ（TUT）                       | TBS系列                       | 木曜 23:56 - 翌0:52          | ×          |                               |
| 高知県         | テレビ高知（KUTV）                              | TBS系列                       | 火曜 23:56 - 翌0:50          | ○          | [ 注 94 ]                     |
| 宮崎県         | 宮崎放送（MRT）                                 | TBS系列                       | 木曜 0:00 - 1:00（水曜深夜） | ○          | [ 注 95 ]                     |
| 島根県・鳥取県 | さんいん中央テレビ（TSK）                       | フジテレビ系列                | 金曜 0:25 - 1:20（木曜深夜） | ○          | [ 注 96 ]                     |
| 東京都         | TOKYO MX1（MX）［解］                           | 独立局                        | 日曜 17:00 - 17:55           | ○          | [ 注 97 ]                     |
| 埼玉県         | テレビ埼玉（TVS）［字］                         | 独立局                        | 月曜 20:00 - 20:55           | ○          |                               |
| 神奈川県       | テレビ神奈川（tvk）［解］                       | 独立局                        | 土曜 12:00 - 12:55           | ○          | [ 注 98 ]                     |
| 栃木県         | とちぎテレビ（GYT）                             | 独立局                        | 月曜 20:00 - 20:55           | ○          | [ 注 99 ]                     |
| 日本全国       | スカイA［字］                                   | CS放送                        | 平日 12:00 - 13:00他         | ○          | [ 注 100 ]                    |

### 過去に放送していた局
- テレビ朝日（1992年11月 - 2005年3月）
- IBC岩手放送（TBS系列、岩手朝日テレビの開局により1996年9月終了）
- 群馬テレビ（独立局）
- 山口放送（日本テレビ系列とのクロスネット局（当時）、放送開始は1988年と比較的早かったが、山口朝日放送の開局により1993年9月終了）
- 青森放送（日本テレビ系列とのクロスネット局（当時）、青森朝日放送の開局により1991年9月終了）
- テレビ愛媛（フジテレビ系列、愛媛朝日テレビの開局により1995年3月終了）
- チバテレビ（独立局、1989年 - 1992年・2005年10月 - 2008年3月27日 詳細は後述）
- 山形放送（日本テレビ系列とのクロスネット局（当時）、1992年3月23日に単発で放送[注 101]）
- 四国放送（日本テレビ系列、2019年9月28日を最後に終了）
- テレビ山梨（TBS系列、2024年3月27日を最後に終了[注 102]）

### 関東地方での放送の経過
当初はチバテレビや群馬テレビといった独立局でのネットでスタート。関西出身者ばかりでなく、タモリや後に局長となる西田敏行も見ていた人気ぶりだったが、キー局であるテレビ朝日では放送されなかった。1991年に「アホ・バカ分布図」（前述）が民放連賞を受賞し「受賞番組は全国ネットでの放送が事実上、義務付けられる」として、テレビ朝日は総集編を放送。これが、テレビ朝日での初放送となった。

転機は1992年6月5日放送での「斬られ役の福本清三さんを『徹子の部屋』に出してあげたい!」という依頼者の要望で、本物の『徹子の部屋』のスタジオセットを借りて黒柳徹子に扮装した小枝が番組収録をした。この収録直後に本物の黒柳徹子が現れ、小枝と福本の話を聞くうちに黒柳が福本に興味を持ち、福本が本当に『徹子の部屋』へ出演することとなった（『徹子の部屋』1992年9月24日放送）。
地方局制作番組を関東広域圏で放送する場合、広域放送を担当する在京キー局と県域をベースにした独立局へ同時に番組販売を行うことができない協定があるため、独立局での番販ネットは打ち切られ、同年、テレビ朝日の遅れネットに移行した。テレビ朝日では放送枠が当初なかったため、土曜2:40（金曜深夜）に放送された。毎月最終金曜日は『朝まで生テレビ!』放送のため休止した。1993年10月に水曜1:40（火曜深夜）へ移動。毎月最終週の放送休止は無くなった。
その後は土曜15:00 - 15:55に、さらに日曜12:00 - 12:55へ移動された。1998年5月3日に、東京でウケそうなネタだけを集めた（マネキンと結婚したい、日本一周の息子、ドミノピザのバイクが通ると開く自動ドア、映画の『ピアノ・レッスン』で「あんなとこ、生きて通れねえ」と言っている、『忍者戦隊カクレンジャー』にブロッコリー嫌いを直してもらいたい）特別総集編がテレビ朝日のみで放送された（ナレーター: 川下大洋）。この番組のためだけのCGも作られた。その後、日曜16:30 - 17:25→土曜15:00 - 15:55→土曜2:00（金曜深夜）頃→木曜3:12 - 4:07（水曜深夜）と移されたものの、2005年3月10日未明（9日深夜）をもって、テレビ朝日のネットは打ち切りとなった。この時期の間、テレビ朝日の番組NG特集でも何度か取り上げられたが、その際のスタジオ出演は決まって小枝のみであった。
テレビ朝日の放送打ち切り後はほぼ内容を続行する形で、2005年4月7日からテレビ神奈川で、半年後の同年10月7日からは千葉テレビ放送での放送が再開され、関東地方では独立局でのネットが12年ぶりに復活した。2007年4月2日からはテレビ埼玉で放送が開始され、さらに初放送となる2局での放送が2007年10月12日から東京メトロポリタンテレビジョン（TOKYO MX）で、2008年10月7日からとちぎテレビで開始された。

### 2009年9月までの放送時間
制作局の朝日放送（当時）では、開始当初は土曜23:30 - 翌0:25の放送であったが、1991年4月から『合コン!合宿!解放区!』と入れ替わり、金曜23:17 - 翌0:12となった。
関西では深夜枠にもかかわらず、視聴率が常に20%前後（1990年代には30%を超えていたこともあった）ととび抜けて高い記録が出ていたことから、「関西のお化け番組」と呼ばれている（→#視聴率を参照のこと）。関西地区の週間視聴率ランキングではゴールデンタイムの番組をも抑え、関西1位をたびたび達成している。また、北部九州地区においても視聴率ベストテンに入ることもある。
石川県・中国・四国地方では原則として同時ネットとなっている( - 2009年9月まで)。しかし、九州地方（鹿児島放送を除く2009年9月まで）、東海地方では遅れネット（約1週遅れ）になっている(FIFAワールドカップ関連の内容伴う例外あり。このときは翌週の放送のみ2週遅れだった）。また、表面上同時ネットでも、実際は事前に番組素材を朝日放送テレビから受け取り、自社で送り出しを行っている局もある（例：広島ホームテレビ【2008年9月まで】。同局ではマスターの関係上アナログ放送かつモノラル制作時代からステレオ放送が実施され、字幕放送を実施していない）。
テレビ朝日が2000年からスタートさせた『ナイトドラマ』は、当初はANN系列全国同時ネットで編成する方針だったが、『探偵!ナイトスクープ』の人気と視聴率が絶大で時間枠を動かしたくないという朝日放送（当時）側の意向もあり、結局同時ネットを見送ったという経緯がある（2009年9月現在は1時間遅れで放送）。しかし『トリック』などで『金曜ナイトドラマ』がヒットし出すと、地方局（主に東日本のテレビ朝日系列局）では『ナイトスクープ』の放送時間が後回しになる傾向が強まっていた。
- テレビ朝日の『ナイトスクープ』打ち切りの影響で、長野朝日放送などが同時ネットを取りやめ、『ナイトドラマ』同時ネットに切り替えたところも多数存在した。
- 2代目局長・西田敏行の出身地（福島県郡山市）に本社を構える福島放送では、同時ネットを取りやめて『ナイトドラマ』同時ネットに切り替え、『ナイトスクープ』は翌日時差ネットで放送している。
- 琉球朝日放送では、以前は朝日放送と同時刻の23:15スタート（開局から数年間は朝日放送と同時放送、そのうち放送日時が何度か移動し数週間遅れに）だったが、西日本では唯一『ナイトドラマ』同時ネットに切り替えている。
- ここ数年はリコー全英女子オープンゴルフの完全生中継が行われるため、朝日放送ローカルでは7月最終、または8月第1金曜日はこのゴルフを優先する特殊編成のため、『甲子園の道』はゴルフ終了後の翌日未明か早朝に移動させ、『甲子園の道』を本来放送するはずの23:15からは『金曜ナイトドラマ』をテレビ朝日と臨時同時ネットを行う場合がある。

### インターネット配信
- TVer、ABEMA - 朝日放送テレビでの放送終了後から次回放送日の放送終了時刻まで、最新回のみを無料配信。
- GYAO! - 朝日放送テレビでの放送終了後から次回放送日まで、最新回のみを無料配信。

### 海外での放送
2018年5月から2019年4月までは台湾の國興衛視で週1回放送、放送内容は朝日放送にて、2011年から2016年までの放送分のセレクションで、全52回放送。
2019年10月現在は再放送として、この52回分放送を週3〜4回にて再放送中。

## 受賞
- 日本民間放送連盟賞・最優秀賞（1991年度） - 「アホとバカの境界線を探せ」（探偵：北野誠）に対して。
- 日本民間放送連盟賞・最優秀賞（2001年度） - 「素晴らしき車椅子の旅」（探偵：北野誠）に対して。
- 第3回関西ATP賞・グランプリ（2015年度） - 「幼稚園児、自転車で伊勢へ」（2015年3月27日放送）、「ボクシングで親父越え」に対して[72][73]。

## イベント
ナイトスクープ展
番組開始20周年を記念し、大阪・梅田のHEP HALLでナイトスクープの展示会が開催された。会期は2008年7月26日から8月17日まで。その後、2009年2月6日から3月1日までは名古屋パルコのパルコギャラリー、2009年9月18日から10月12日まで鹿児島県鹿児島市天文館のタカプラでも開かれ、計3回開催された。
展示会では、第1回からのすべての放送リストがパネルになっていたほか、第1回の台本や爆発卵に使われた電子レンジ、林先生の料理レプリカ、「マネキンと結婚したい!」に登場したマネキン人形「フォーマルハウト」、「大和川をボート通勤」で大和川を出勤するのに使ったゴムボート、各パラダイスに置かれていた謎の看板など多彩な展示物が公開された。また、ナイトスクープに過去5回登場した「マジックじいさん」こと入江光雄が、2005年に99歳で亡くなったこともここで明かされていた。